# Oberlausitz

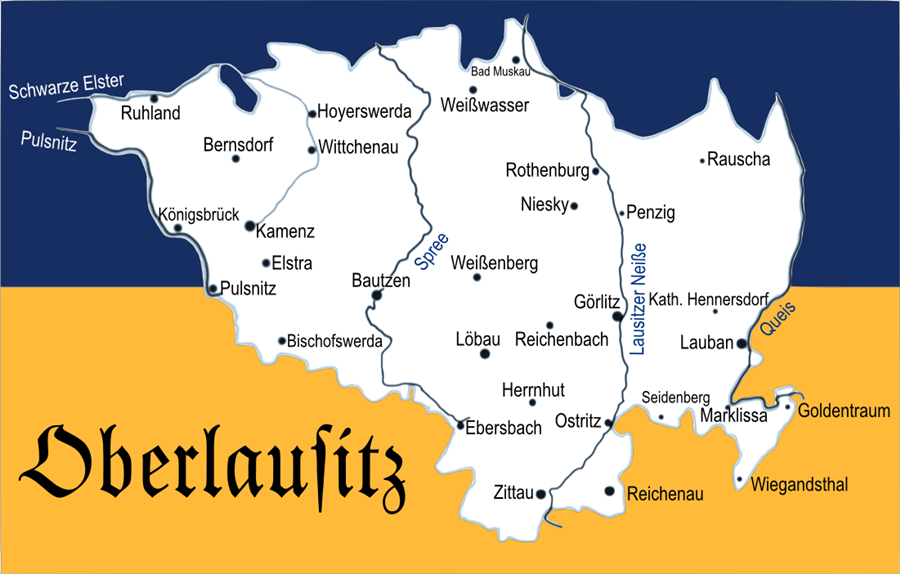
Historische Karte der Oberlausitz

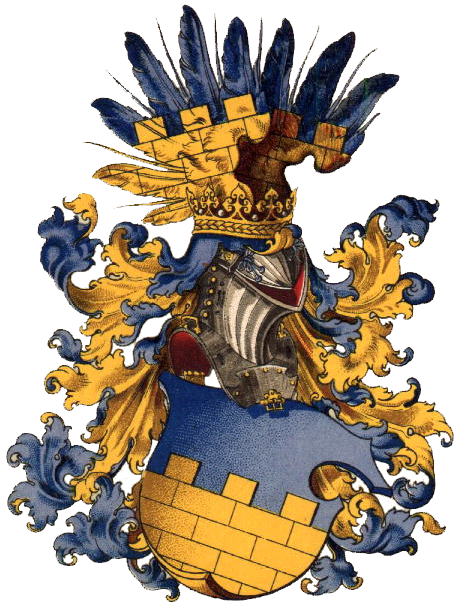
Das Wappen der Oberlausitz

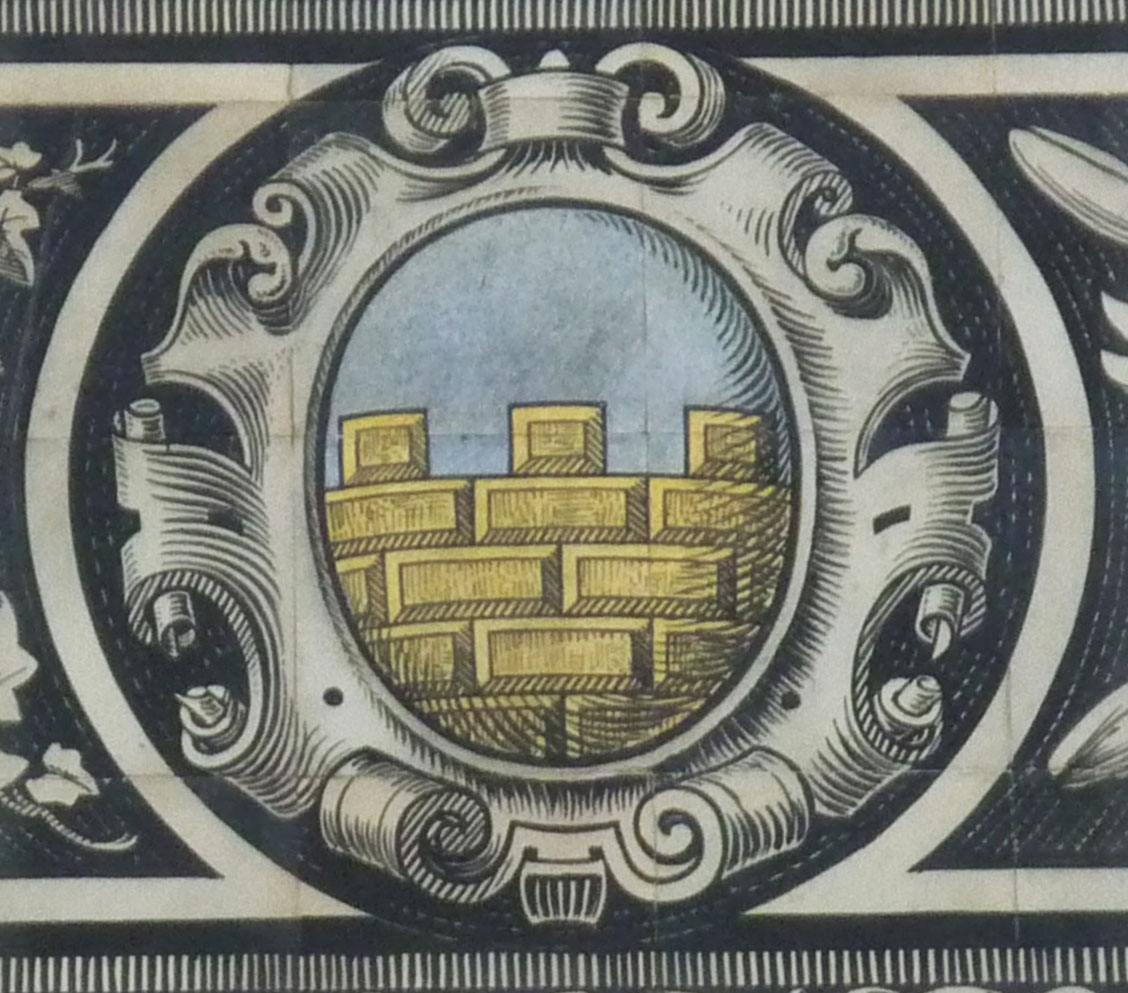
Wappen der Oberlausitz am Fürstenzug in Dresden

Die Oberlausitz, oberlausitzisch: Äberlausitz, obersorbisch Hornja Łužicaⓘ (niedersorbisch Górna Łužyca, tschechisch Horní Lužice, polnisch Łużyce Górne, schlesisch Aeberlausitz), ist eine ursprünglich politisch eigenständige Region, die heute zu etwa 67 % zu Sachsen sowie 30 % zu Polen und 3 % zu Brandenburg gehört. In Sachsen umfasst die Oberlausitz etwa die Landkreise Görlitz und Bautzen mit einer nördlichen Grenze zwischen Hoyerswerda und Lauta und in Brandenburg den südlichen Teil des Landkreises Oberspreewald-Lausitz um die Stadt Ruhland sowie einige Orte östlich und südlich davon. Der seit 1945 polnische Teil der Oberlausitz zwischen den Flüssen Queis im Osten und der Lausitzer Neiße im Westen gehört administrativ zur Woiwodschaft Niederschlesien (polnisch Dolnośląskie); nur ein kleiner Zipfel um Łęknica (Lugknitz) gehört zusammen mit dem polnischen Teil der Niederlausitz zur Woiwodschaft Lebus. Im Süden entspricht die Grenze der Oberlausitz der sächsisch-tschechischen Grenze von Steinigtwolmsdorf im Westen bis nach Zittau und östlich davon der polnisch-tschechischen Grenze bis zur Tafelfichte.
Die alte Hauptstadt der Oberlausitz ist Bautzen. Größte Stadt der Region ist aber das zwischen Deutschland und Polen geteilte Görlitz-Zgorzelec. Ihren Namen hat die Oberlausitz Ende des 15. Jahrhunderts von ihrem nördlichen Nachbarland Niederlausitz bekommen. Ursprünglich wurde nur dieses Lausitz genannt, was sich vom dort lebenden slawischen Volksstamm der Lusici ableitete (vom alten sorbischen Wort ług für Sumpf). Das Gebiet der jetzigen Oberlausitz trug zunächst den slawischen Namen Milska, benannt nach den ebenfalls slawischen Milzenern. Später, um 1410, wurde der Name Lausitz auch für das Land Budissin übernommen. Von da an unterschied man zwischen Ober- und Niederlausitz. In beiden Lausitzen ist das westslawische Volk der Sorben beheimatet.
Die gelbe oder goldene dreigezinnte Mauer auf blauem Grund im Wappen der Oberlausitz ist historisch dem Wappen der Stadt Bautzen entlehnt. Bautzen vertrat den Oberlausitzer Sechsstädtebund nach außen hin, wodurch Wappen und Siegel der Stadt mit der Zeit als Hoheitszeichen der Sechsstädte und später ihres gesamten Landes anerkannt wurden.

## Geographie und Natur
Geomorphologisch wird die Oberlausitz durch das einheitliche Lausitzer Granitmassiv geprägt; lediglich der Norden und Nordosten ist pleistozän geformt. Der Norden des Landes wird vom flachen Oberlausitzer Heide- und Teichgebiet eingenommen. Die UNESCO hat den zentralen Teil dieses Naturraumes 1996 zum Biosphärenreservat Oberlausitzer Heide- und Teichlandschaft erklärt – insbesondere zum Schutz des Fischotters. Der mittlere Teil ist hügelig, während der Süden vom Lausitzer Bergland geprägt ist. Die höchsten Erhebungen des heute deutschen Teils der Oberlausitz befinden sich im Zittauer Gebirge, einem Teil des Lausitzer Gebirges, welches sich jedoch größtenteils in Tschechien befindet. Die wichtigsten Berge der Oberlausitz sind: Lausche (793 m), Hochwald (749 m), Landeskrone (420 m), Löbauer Berg (448 m), Kottmar (583 m), Czorneboh (561 m), Bieleboh (499 m), Valtenberg (587 m) und Mönchswalder Berg (447 m). Der höchste Punkt der historischen Oberlausitz liegt mit 1072 m etwa 500 m nordöstlich des Gipfels am Hang der Tafelfichte im Dreiländereck Oberlausitz–Schlesien–Böhmen, der niedrigste Punkt mit 92 m am ehemaligen Zusammenfluss der Grenzpulsnitz und der Schwarzen Elster (Elsterbrücke zwischen Lauchhammer-West und Schraden) auf der Gemarkung Tettau OL, westlich von Ruhland OL.

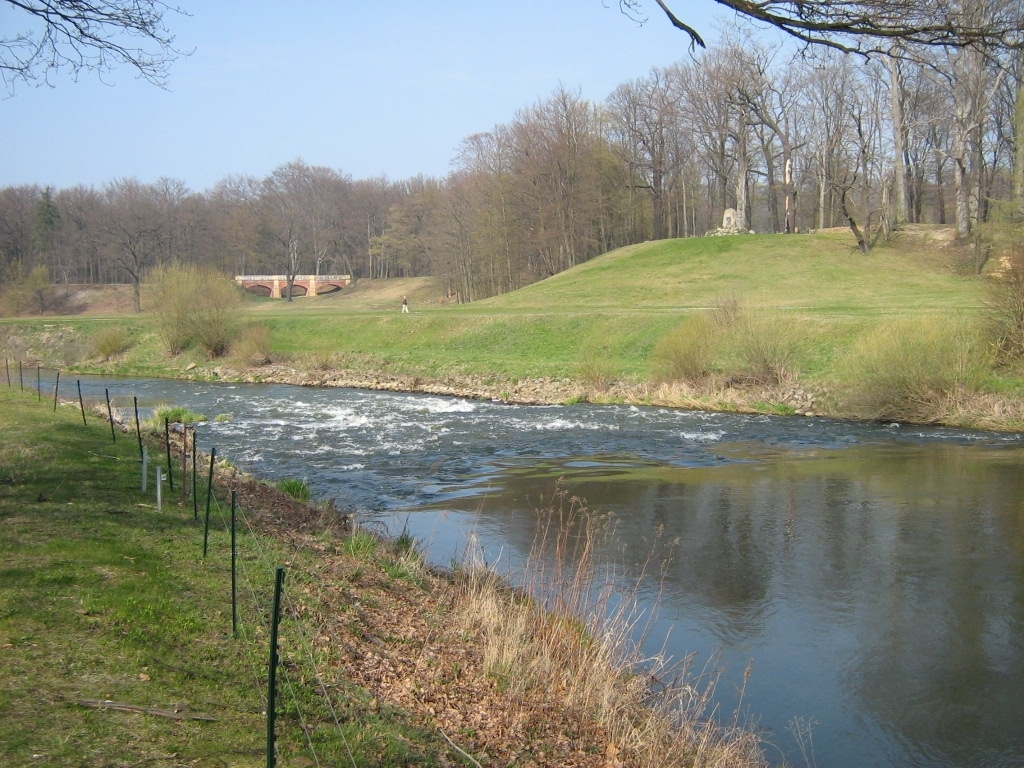
Lausitzer Neiße im Muskauer Park
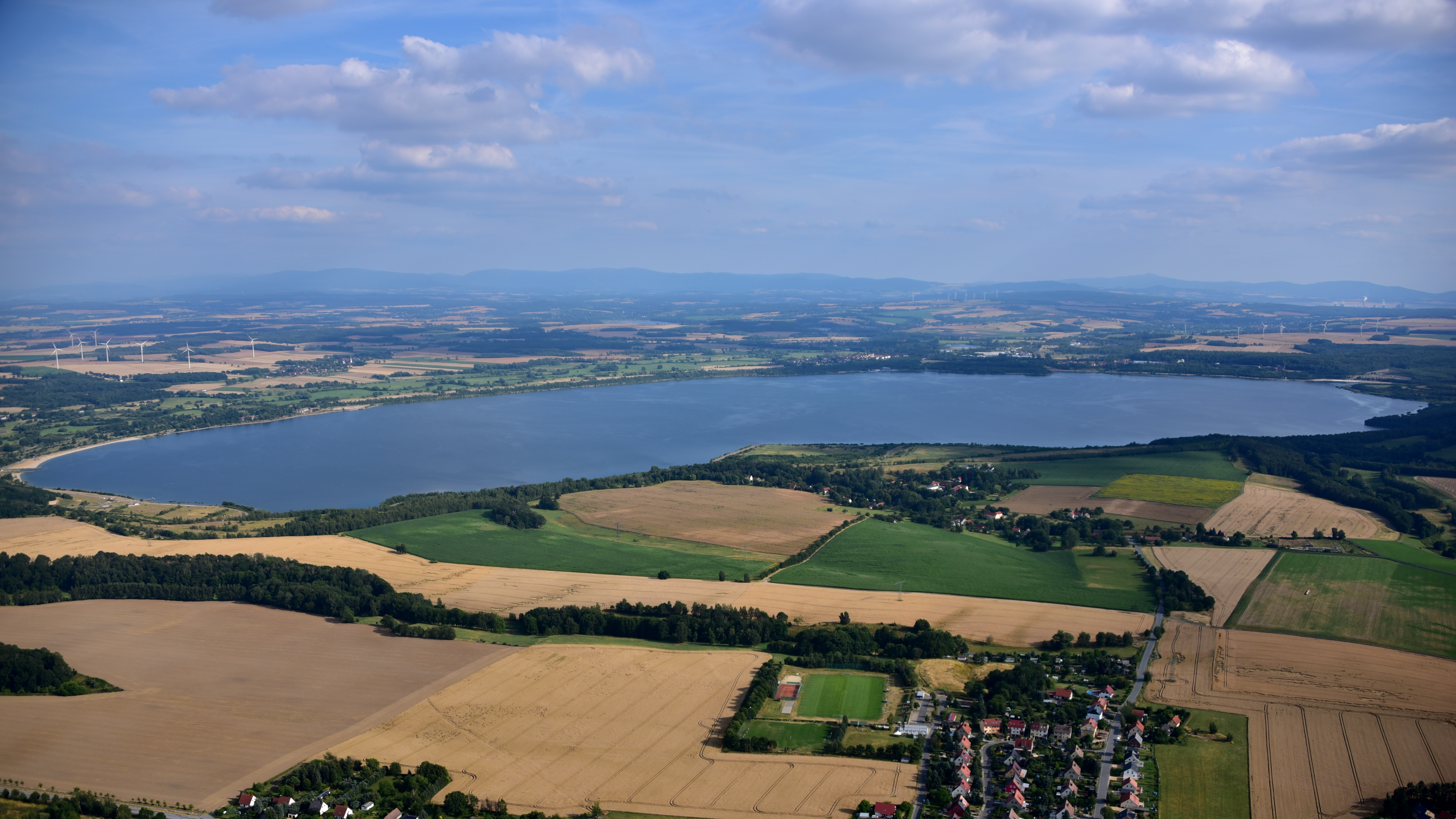
Berzdorfer See bei Görlitz (186 m)
Oberlausitzer Hügellandschaft in Richtung Osten
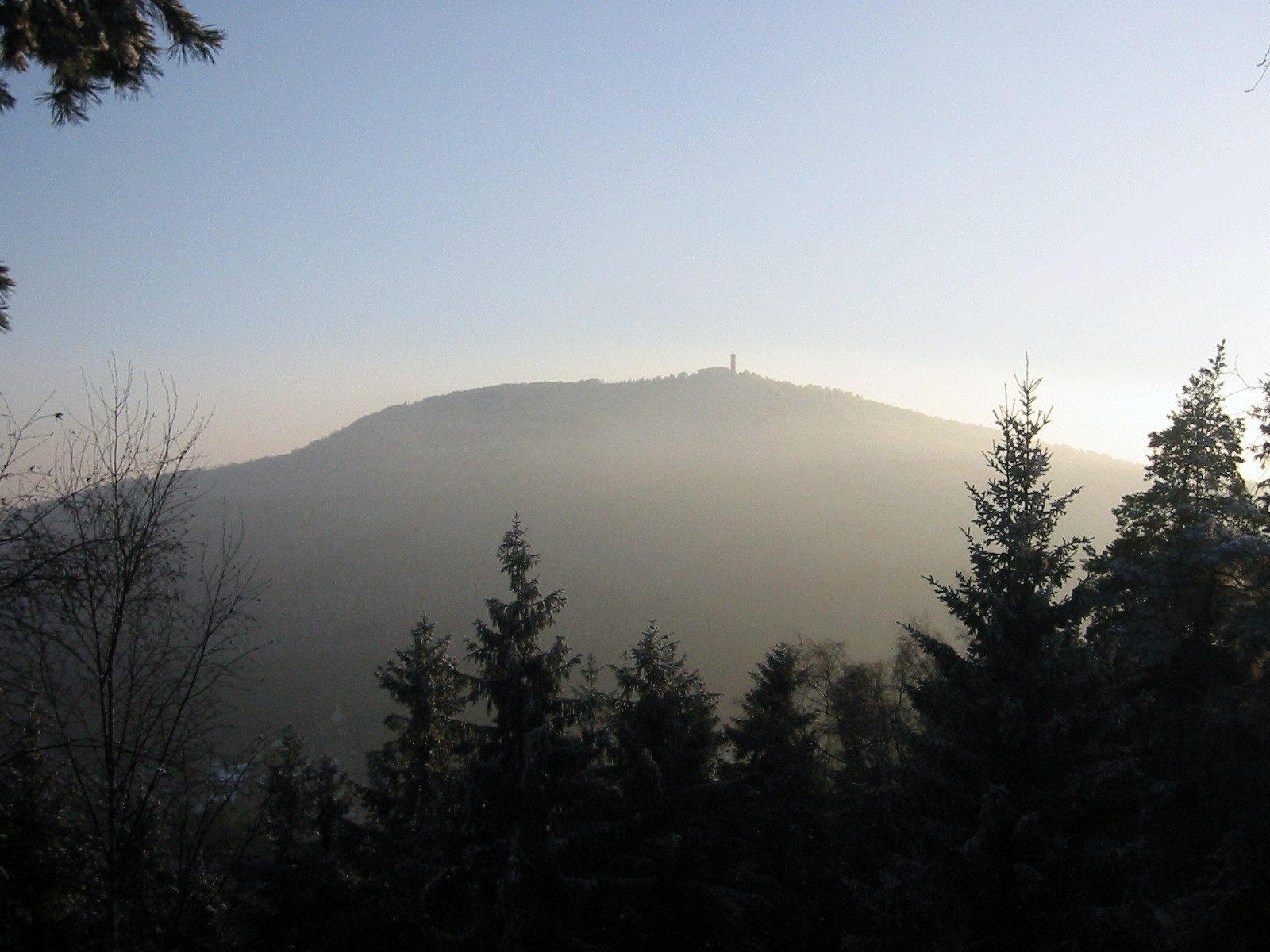
Über den Hochwald verläuft die Grenze zu Tschechien
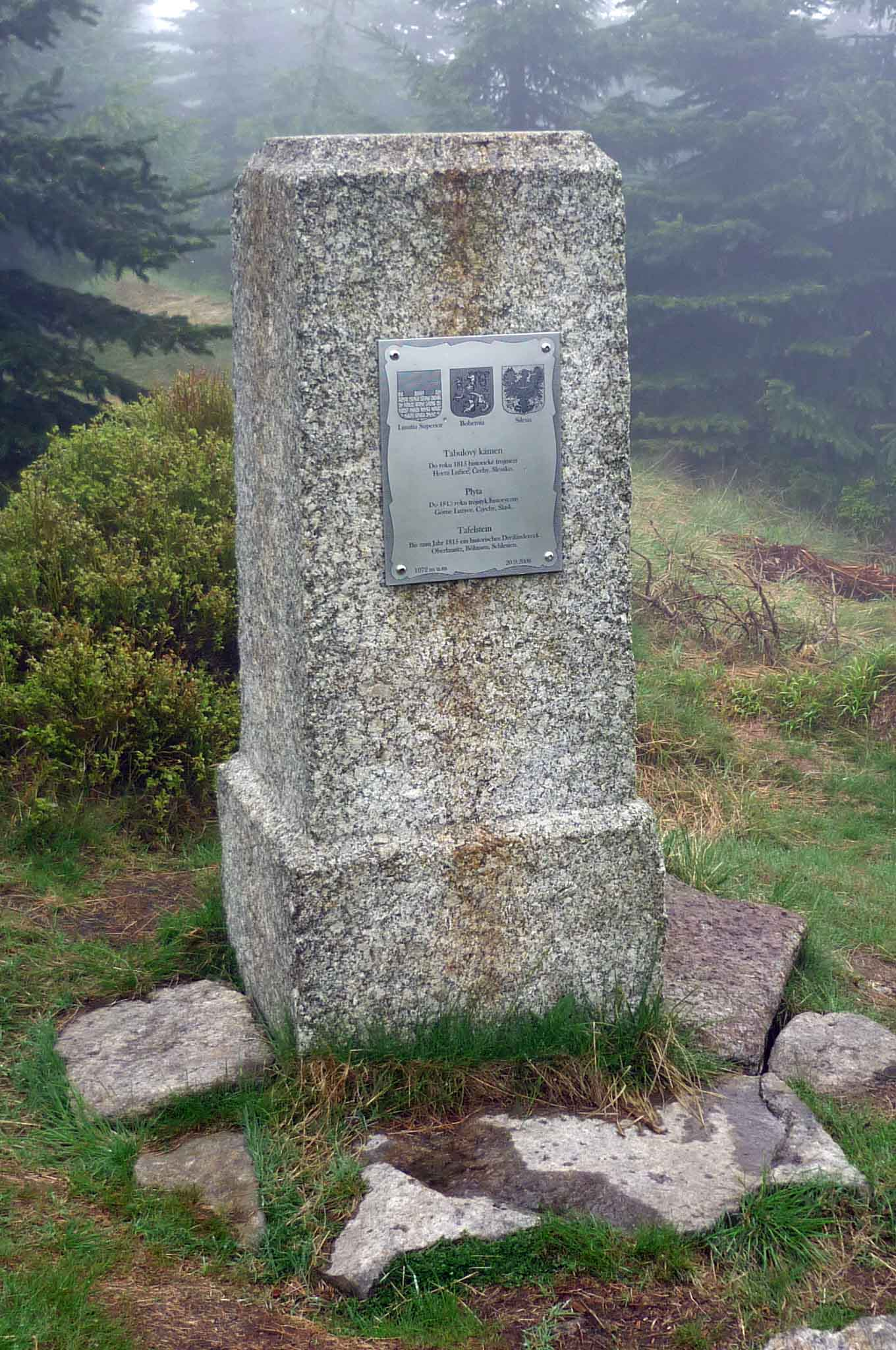
Am höchsten Punkt der Oberlausitz: Tafelstein im Isergebirge (1072 m)
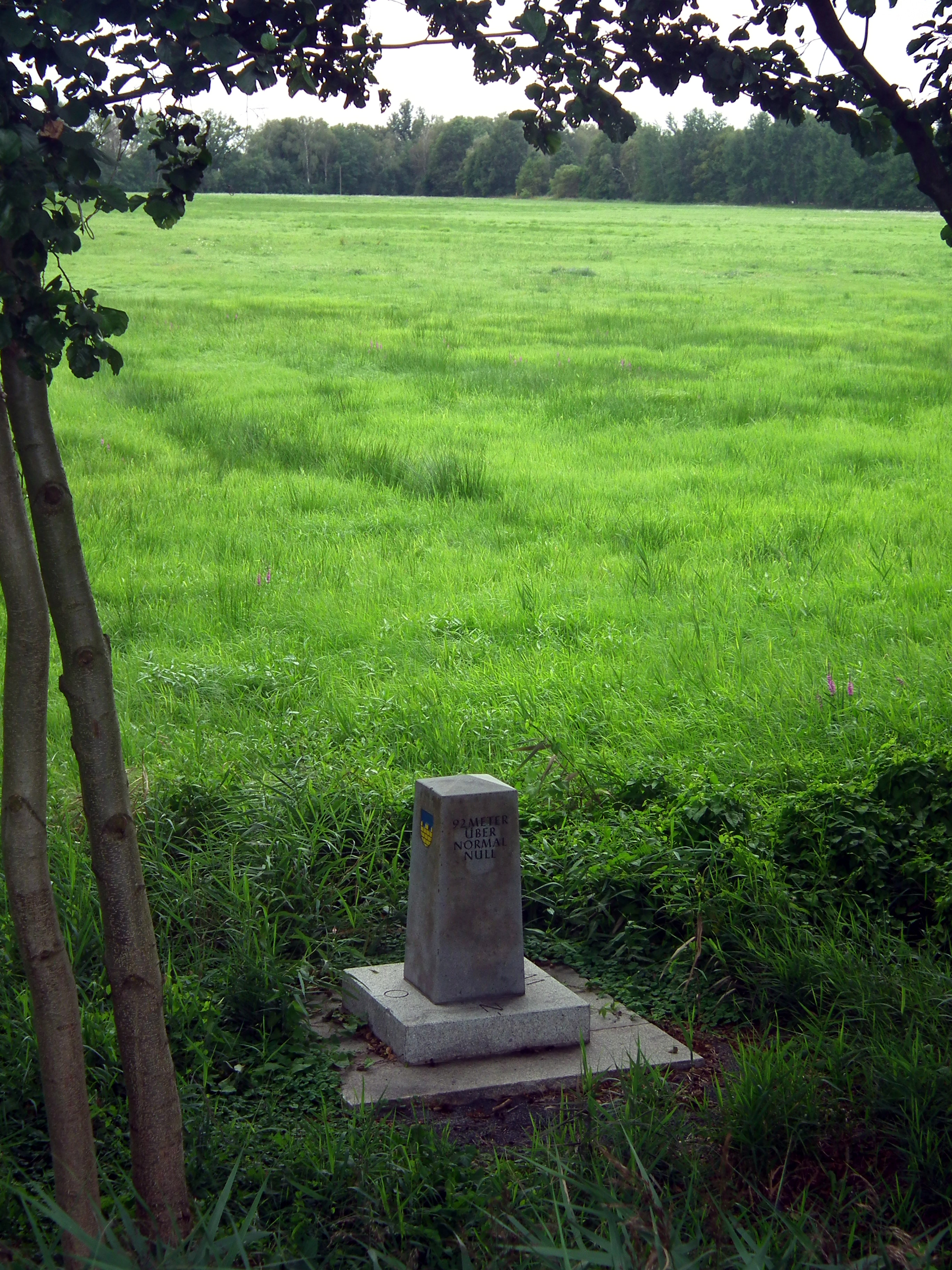
Tiefster Punkt der Oberlausitz bei Tettau in Brandenburg (92 m)

Alle größeren Flüsse der Oberlausitz fließen von Süden nach Norden. Im Westen bildete die Pulsnitz früher die Landesgrenze zu Sachsen. Die Spree nimmt ihren Ausgang ganz im Süden des Landes und fließt durch Bautzen. Die Lausitzer Neiße (poln. Nysa Łużycka) bildet heute die deutsch-polnische Grenze. Sie entspringt im böhmischen Isergebirge, tritt nahe Zittau auf Oberlausitzer Gebiet, durchfließt Görlitz und verlässt das Land bei Bad Muskau in Richtung Niederlausitz. Die meisten kleineren Fließgewässer sind als „Wasser“ benannt, oft in Kombination mit einem durchflossenen Ort. Auffällig sind die Skala genannten felsigen Engtäler einiger Fließgewässer wie dem Hoyerswerdaer Schwarzwasser oder dem Löbauer Wasser. Sie haben sich während der Elsterkaltzeit in der hügeligen Zone vor dem Bergland tief in den anstehenden Fels eingeschnitten.
Die Ostgrenze der alten Oberlausitz wurde vom Queis markiert, der auch an Lauban vorbeiströmt und weiter nördlich auf schlesischem Gebiet in den Bober mündet. Besonders das mittlere offene Hügel- und Gefildeland zwischen Kamenz und Löbau mit Bautzen im Zentrum, das Oberlausitzer Gefilde, war gut für die Landwirtschaft geeignet und ist heute noch sehr ertragreich.
Im 19. Jahrhundert wurde in der nördlichen Oberlausitz und im Osten zu beiden Seiten der Neiße und um Hoyerswerda herum Braunkohle gefunden. Besonders der Abbau im Tagebau hat große Teile der alten Kulturlandschaft zerstört. Derzeit wird noch in den Tagebauen Nochten und Reichwalde südlich von Weißwasser/Oberlausitz sowie im polnischen Teil bei Bogatynia im Tagebau Turów Kohle gefördert. Viele der alten Braunkohletagebaue wurden seit den 1970er Jahren rekultiviert, wobei vor allem nach 1990 besonders viel Wert auf die Rekultivierung und Neugestaltung der Abbau- und Industrielandschaft gelegt wird. Die dabei neu entstandenen und entstehenden Seen werden bereits als Lausitzer Seenland bezeichnet (siehe auch: Lausitzer Braunkohlerevier).

### Klima
Das Klima der Oberlausitz ist mild bis warmgemäßigt und niederschlagsreich (Bautzen: 599 mm pro Jahr). Die effektive Klimaklassifikation nach Köppen-Geiger beschreibt die Region als „Cfb“. Die menschengemachten Klimaveränderungen sind auch in der Oberlausitz deutlich spürbar. Zwischen 1990 und 2010 ist die Jahresmitteltemperatur im Landkreis Bautzen von 8,7 Grad Celsius um 0,6 Grad auf 9,3 Grad gestiegen; im selben Zeitraum ist die Anzahl der Sommertage (Tage mit Temperaturen über 25 Grad) von 34 auf 41 Tage gestiegen. Trockenheitsperioden haben in Sachsen statistisch insgesamt zugenommen; die Oberlausitz ist davon überdurchschnittlich betroffen. Zwar haben sich in der Oberlausitz die jährlichen Niederschlagsmengen im Rahmen der Klimakrise kaum verändert; sie sind nun aber anders verteilt: So regnet es im Frühjahr weniger und im Sommer kommt es vermehrt zu Starkregen. Dies führt zu spürbaren Problemen in der Landwirtschaft und verheerenden Überschwemmungen durch übertretende Bachläufe.

## Einwohner

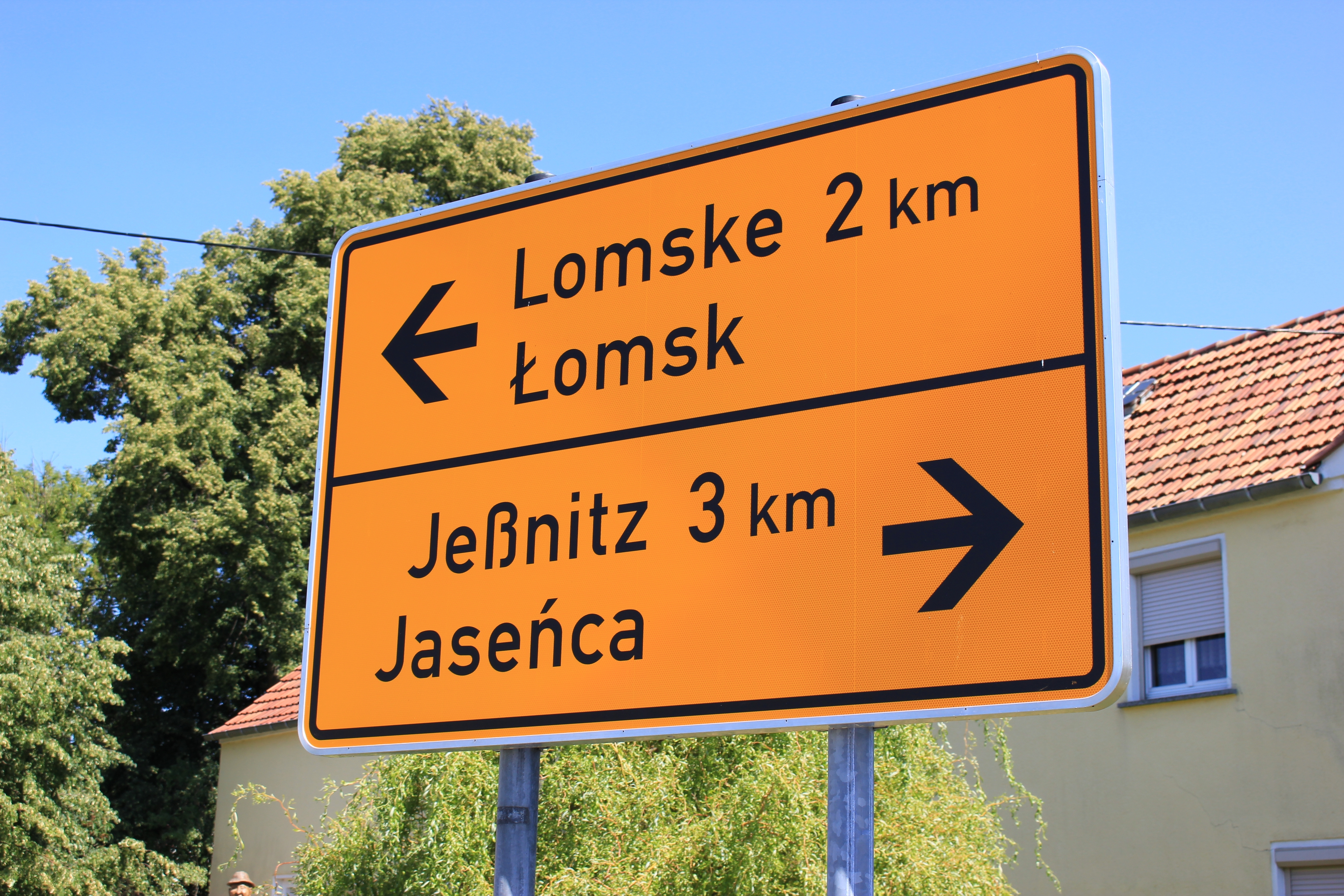
Der nördliche Teil der Oberlausitz gehört zum sorbischen Siedlungsgebiet, was unter anderem an zweisprachigen Wegweisern und Ortsschildern erkennbar ist.

In der Oberlausitz leben heute etwa 780.000 Menschen, knapp 157.000 davon im polnischen Teil östlich der Neiße. Ein Teil des Landes gehört zum Siedlungsgebiet der Sorben. Zwischen Kamenz, Bautzen und Hoyerswerda sprechen etwa 20.000 Menschen Sorbisch. Noch im ausgehenden 19. Jahrhundert war die Einwohnerschaft der Gebiete nördlich der Linie Bischofswerda–Wilthen–Löbau–Görlitz überwiegend sorbischsprachig. Aber auch die deutsche Bevölkerung vor Ort ist kulturell nicht homogen. Die kulturellen Grenzen lassen sich recht gut an den unterschiedlichen Dialektregionen ausmachen. Während im Bautzener Gefilde nahezu Hochdeutsch gesprochen wird, spricht der Süden (→ Lausitzer Bergland) die Oberlausitzer Mundart. Im Osten (→ Östliche Oberlausitz) hingegen wird teilweise noch Schlesisch gesprochen, und im Norden hört man die Niederlausitzer Mundart. Die größte Verdichtung der Bevölkerung weist die deutsch-polnische Doppelstadt Görlitz-Zgorzelec auf. Hier leben zurzeit ca. 85.000 Einwohner, davon ca. 30.000 im polnischen Teil.
Durch einen nach der deutschen Wiedervereinigung 1989/90 einsetzenden Trend der Abwanderung, besonders junger Einwohner und oftmals bedingt durch mangelnde berufliche Perspektiven, und eine gleichzeitige geringe Geburtenrate, ist die deutsche Bevölkerung der Oberlausitz teils stark überaltert. Derzeit (Stand 2020) hat die Schlesische Oberlausitz 35.369 Kirchenmitglieder, das entspricht nur noch 17 % der Gesamtbevölkerung.
Auch die polnische Oberlausitz ist, abgesehen von Zgorzelec, Lubań (Lauban) und Bogatynia (Reichenau), dünn besiedelt. Das Gebiet gehört zu den strukturschwachen Regionen Polens. Nur das Kohlekraftwerk Turów (Türchau) bietet in größerem Umfang Industriearbeitsplätze.

## Geschichte

### Ur- und Frühgeschichte
Nach dem gegenwärtigen Stand der ur- und frühgeschichtlichen Forschung ist das Gebiet der Oberlausitz bereits von Jägern der Mittelsteinzeit genutzt worden. Für das Neolithikum lässt sich die Kultur der Stichbandkeramik nachweisen, gefolgt von der Trichterbecherkultur, der Kugelamphoren-Kultur und dann der Schnurkeramischen Kultur des Endneolithikums. Das keramische Formenspektrum der Schnurkeramik lässt sich auch noch in der Bronzezeit, die mit der Aunjetitzer Kultur beginnt, beobachten. Ist die Bevölkerungszahl während des Neolithikums aufgrund der Sesshaftigkeit bereits stark angestiegen, so wird durch das neue kulturprägende Material Bronze ein weiterer Entwicklungsschub befördert. Mit der mittleren Bronzezeit bildet sich im Bereich der Ober- und Niederlausitz die Lausitzer Kultur heraus. An die Lausitzer Kultur schließt sich die eisenzeitliche Billendorfer Kultur an.
Für die jüngere Bronzezeit lassen Funde einen Weg erkennen, der die Siedlungsgebiete um Bautzen und Zittau verbindet. An diesem Weg hat die befestigte Höhensiedlung auf dem Schafberg bei Löbau im 10. Jahrhundert v. Chr. eine besondere Rolle gespielt. Eine weitere bedeutende Höhensiedlung der Bronze- und Eisenzeit entstand auf dem Felsen über der Spree, im heutigen Bautzener Altstadtgebiet.

### Slawische Landnahme

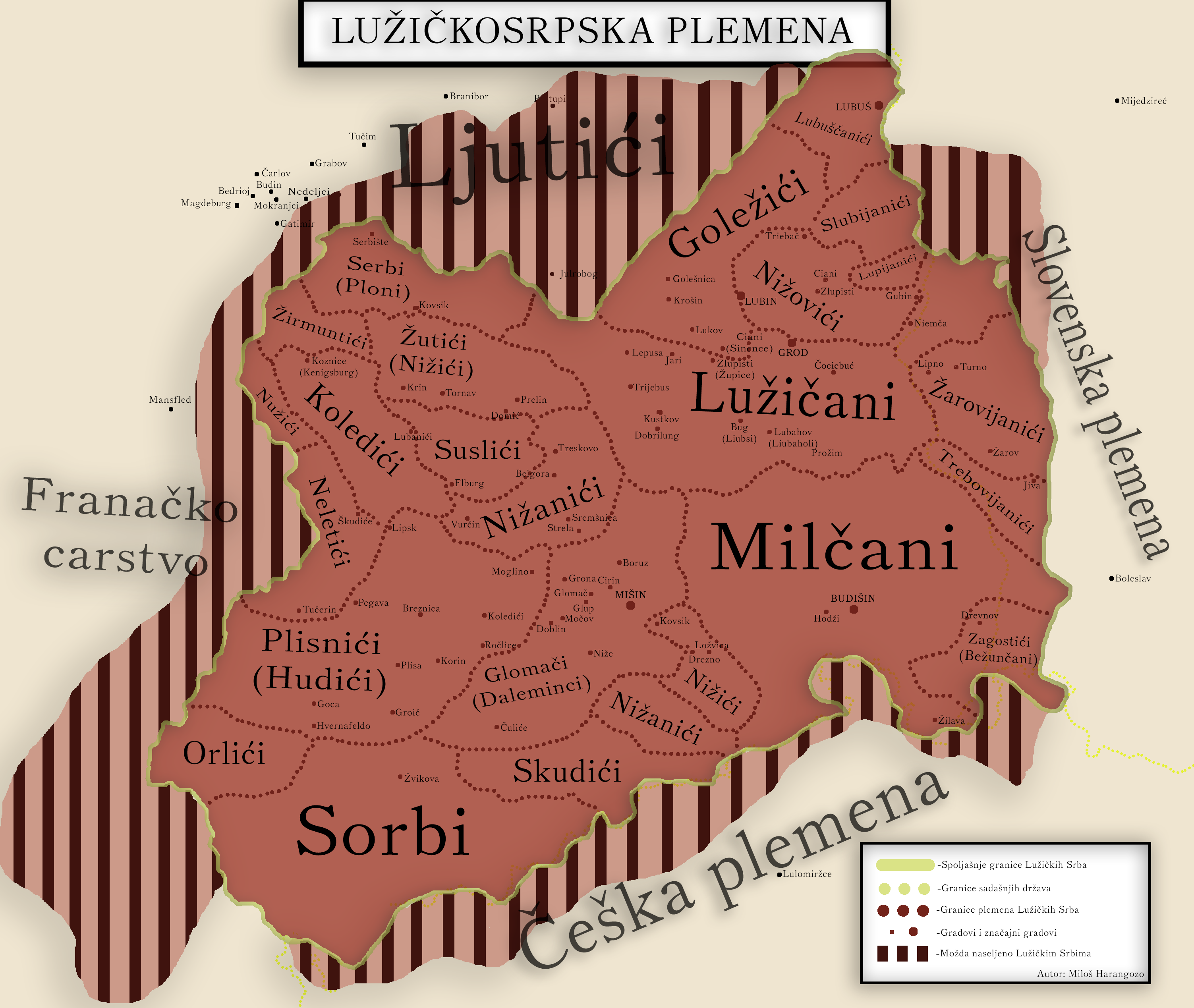
Die Milzener in den sorbischen Stämmen.

Die Landnahme durch die Slawen setzte seit dem 7. Jahrhundert in den Altsiedellandschaften ein. Im Gebiet zwischen den heutigen Städten Kamenz und Löbau ließ sich der Stamm der Milzener nieder. Ihr Zentrum war die Burgsiedlung an der Stelle der heutigen Ortenburg in Bautzen. Auch im Neißetal hat es schon früh eine slawische Besiedlung gegeben. Die bäuerliche sorbische Bevölkerung errichtete zahlreiche Burgwallanlagen, die einerseits Stammesmittelpunkte und Fluchtburgen, andererseits aber bereits die Wohnsitze des slawischen Adels waren, was auf frühfeudale Entwicklungsansätze hindeutet.

### Deutsche Ostsiedlung

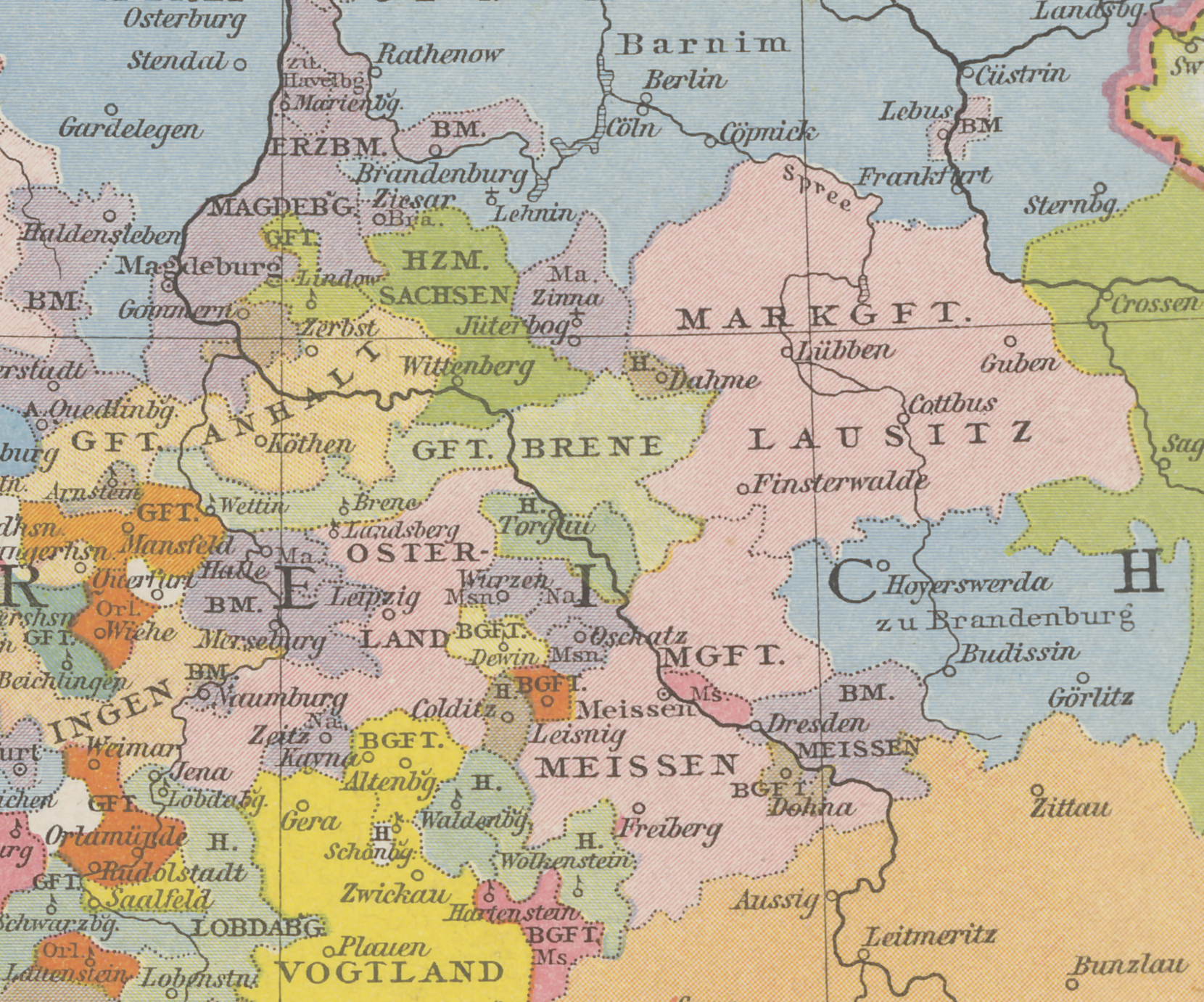
Die spätere Oberlausitz, auf der Karte als brandenburgischer Besitz (ca. 1253–1319) eingezeichnet

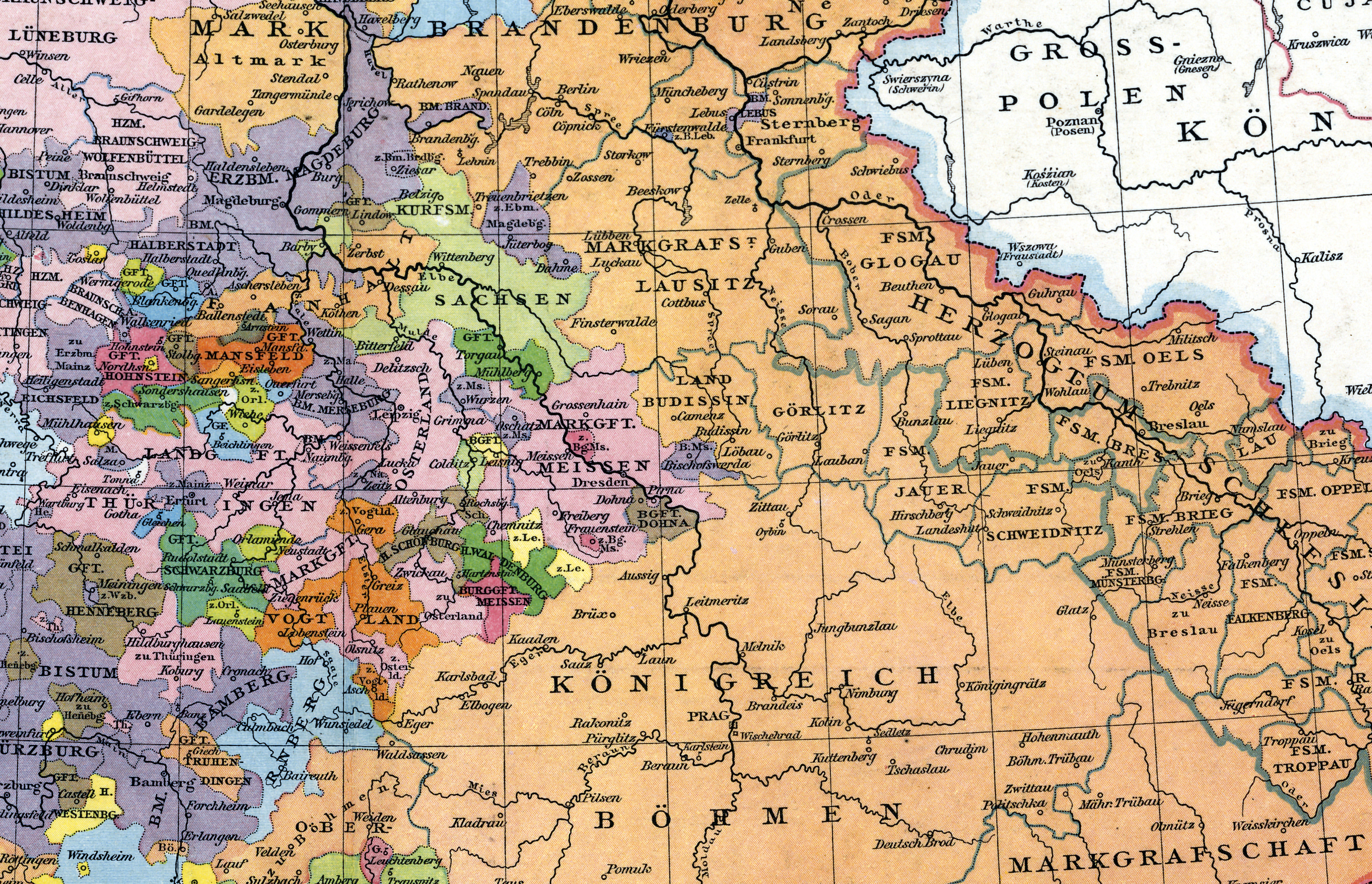
Die spätere Oberlausitz, damals Land Bautzen genannt, aus dem 1268 das Görlitzer Land abgespalten wurde

Die selbständige Entwicklung der Milzener wurde im 10. Jahrhundert durch die deutsche Ostexpansion unterbrochen. König Heinrich I. leitete mit seinen Kriegszügen von 921/922 und 928/929 die Periode der militärischen Unterwerfung der Sorben ein. Die Milzener wurden 932 zu Tributzahlungen gezwungen. Nach 936 konnten sie infolge der nach Heinrichs Tod ausbrechenden Spannungen die Fremdherrschaft wieder abschütteln. Erst um 990 konnte Markgraf Ekkehard I. von Meißen die Milzener unterwerfen. Alle wichtigen Ringwallburgen in den Grenzgebieten wurden ausgebaut und als Ausgangspunkt für weitere Eroberungen vorbereitet. An die Stelle der Milzenerburgen traten deutsche Burgwarde (1006 erstmals erwähnt) wie die Ortenburg in Bautzen oder die Burgen in Doberschau und Göda. Im Jahre 1002 erwähnte Thietmar von Merseburg erstmals die Stadt Bautzen. Kirchlich war die Oberlausitz dem 968 gegründeten Bistum Meißen zugeordnet worden. Im Jahr 1007 erhielt das Bistum die erste Schenkung im Milzenerland, die Burgen Ostrusna (vermutlich Ostritz) und Godobi (Göda). Für 1091 ist eine weitere Schenkung an die Meißner Kirche bezeugt. Kaiser Heinrich IV. übereignete ihr fünf weitere Dörfer im Gau Milsca (Milzenerland), vier davon südlich von Göda.
Bald wurde die deutsche Herrschaft vom erstarkenden polnischen Feudalstaat bedroht, der sein Expansionsstreben nach Westen richtete. 1002 erzwang Herzog Bolesław I. Chrobry (der Tapfere) vom deutschen König Heinrich II. die Belehnung mit dem Gau Milsca. Im Frieden von Bautzen, der am 30. Januar 1018 zwischen den beiden Herrschern nach mehreren wechselhaften und erbitterten Kriegszügen geschlossen wurde, verblieben das Milzenerland und die Mark Lausitz (die heutige Niederlausitz) zunächst beim Herzogtum Polen, lehnsfrei. Erst 1031 kam es nach dem Sieg König Konrads II. über den polnischen König Mieszko II. Lambert erneut unter die Herrschaft der Meißener Markgrafen.
1076 übertrug König Heinrich IV. das Bautzener Land Herzog Vratislav II. von Böhmen als Reichslehen, nachdem es wegen seiner Reichsgutpolitik mit dem sächsisch-thüringischen Regionaladel, darunter auch mit dem Meißener Markgrafen, Auseinandersetzungen gegeben hatte. Der Schwiegersohn des böhmischen Herzogs, Graf Wiprecht von Groitzsch, führte von 1084 bis 1108 die Regierung über das Milzenerland selbständig von der Ortenburg aus. Für das Jahr 1144 ist belegt, dass die provincia Zagost, das südöstlich von Görlitz gelegene Gebiet um Seidenberg, Teil des Landes Budissin war. Auch in dieser Region war das Bistum Meißen mit Besitz ausgestattet worden. Damit hatte das später „Oberlausitz“ genannte Land seine größte Ausdehnung nach Osten schon im 12. Jahrhundert erreicht, und der Queis blieb auf Dauer die Grenze zu Schlesien.
1156 ging Kaiser Friedrich I. Barbarossa ein Bündnis mit dem böhmischen Herzog Vladislav II. ein. Dafür versprach er ihm neben der Königskrone die Belehnung mit der Burg und dem Land Budissin; beides wurde zwei Jahre später in die Tat umgesetzt. Damit begann die erste dauerhafte böhmische Periode in der Geschichte der Oberlausitz, die sich für die Entwicklung des Landes als folgenreich erweisen sollte.

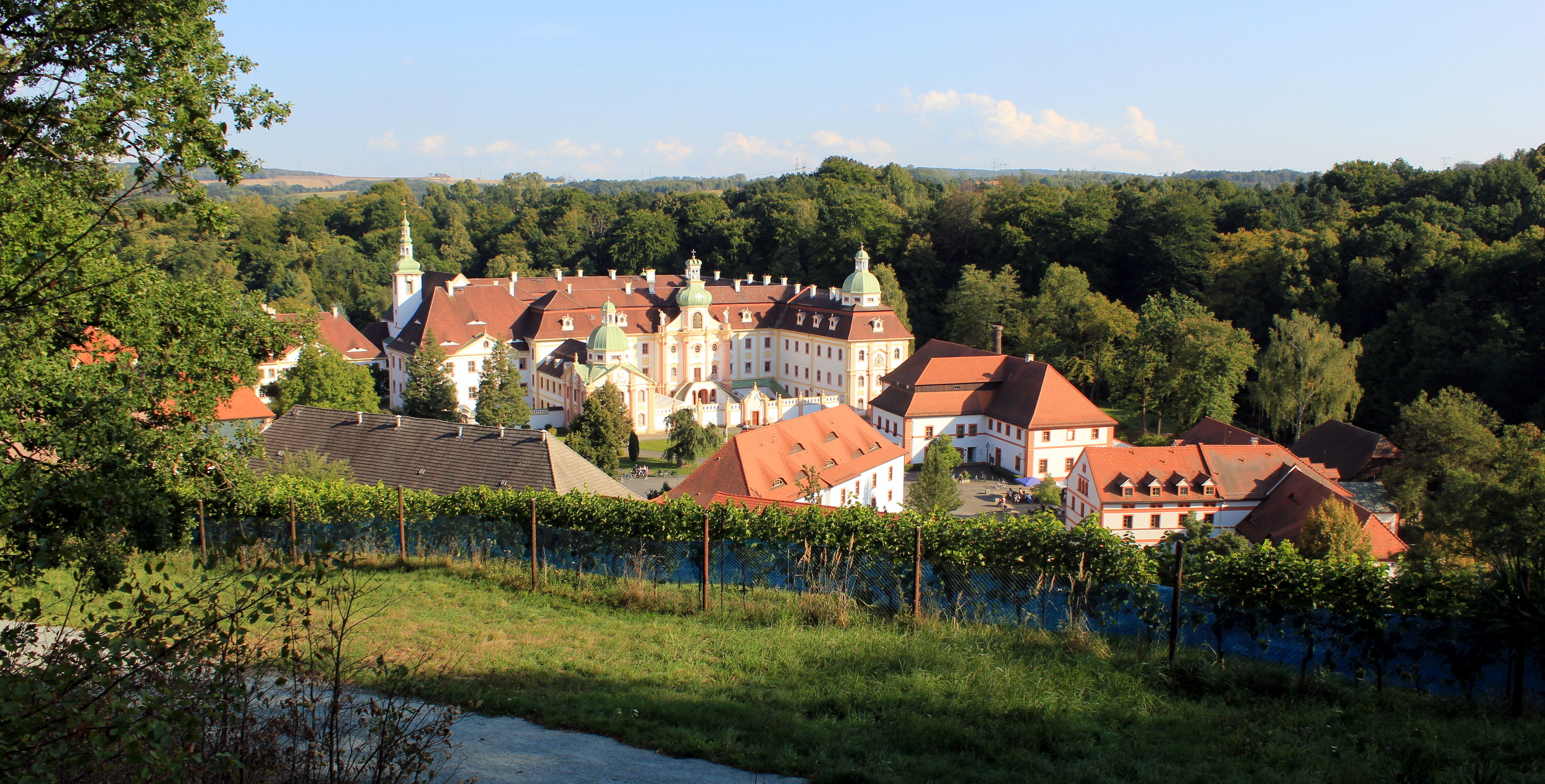
Das seit 1234 bestehende Zisterzienserinnenkloster St. Marienthal

Im ersten Jahrhundert der böhmischen Herrschaft entstanden alle bedeutenden Städte der Oberlausitz (Bautzen erhielt die Stadtrechte 1240, Görlitz 1303), und auch alle bedeutenden kirchlichen Institutionen des Landes wurden in dieser Zeit gegründet. Bischof Bruno II. richtete zwischen 1213 und 1218 das Kollegiatstift St. Petri in Bautzen ein, das auch von König Přemysl Ottokar I. und seinen Nachfolgern reich dotiert wurde; Königin Kunigunde stiftete 1234 das Zisterzienserinnenkloster St. Marienthal, das 1244 der Diözese Prag unterstellt wurde, und Bernhard von Kamenz gründete 1248 das zweite Zisterzienserinnenkloster St. Marienstern.
Durch Rodungen wurde seit etwa 1100 vor allem durch sorbische Bauern das Kulturland erweitert. In dieser Zeit entstanden neue Orte im Gebiet um Hoyerswerda. Unter den böhmischen Königen intensivierte sich Mitte des 12. Jahrhunderts der Landesausbau in der Oberlausitz, der von den Königen und den Meißener Bischöfen im Wettbewerb betrieben wurde. Im Rahmen der deutschen Ostsiedlung wurden deutsche Bauern ins Land geholt; diese rodeten große Waldgebiete und legten zahlreiche neue Dörfer an. Nicht selten wurden auch sorbische Weiler durch deutsche Siedler erweitert. Die neu angesiedelten Bauern waren rechtlich besser gestellt als die alteingesessene slawische Bevölkerung. Die Masse der sorbischen Bauern waren Hörige und Leibeigene, die Fronarbeit verrichten mussten; so blieb es im Altsiedelland auch nach der deutschen Eroberung. Weil die Herrschaftsgebiete der Adligen erst durch Rodung einen Wert bekamen, erhielten die deutschen Siedler ihre Bauerngüter demgegenüber als Erbe. Sie mussten nur geringe Zinsen an die Grundherren zahlen und wenige Dienste für sie verrichten. Auch hatten sie mehr Boden zur Verfügung als die Bauern im sorbischen Altsiedelgebiet. Die neuen (meist deutschen) Dorfgemeinden konnten ihre Angelegenheiten außerdem relativ autonom regeln. Soweit sorbische Bauern beim Landesausbau beteiligt waren, genossen sie auch immer dieselben Rechte und Privilegien wie die deutschsprachigen Kolonisten.
Durch Einwanderung aus den westlich der Elbe gelegenen Regionen war mit der Zeit ein eigener Oberlausitzer Adel entstanden. Dieser hielt das Land für den König oder den Markgrafen unter Kontrolle und bekam als Gegenleistung Lehen zugewiesen. Der Adel bestand nur aus solchen Lehensleuten, denn nach der Eroberung gehörte das ganze Land dem König. Freie Landherren mit Allodialbesitz, die in Böhmen den größten Teil des Adels ausmachten, gab es im Land Budissin nicht. Die Entstehung eines Ministerialadels war in der Oberlausitz unmöglich, da es hier zu keiner Zeit eine Hofhaltung des Landesherren und damit auch keine Dienstmannen gegeben hat. 1241 wurden die Grenzen zwischen den Besitzungen des Bistums Meißen und der Krone Böhmens in der Oberlausitzer Grenzurkunde vertraglich geregelt.

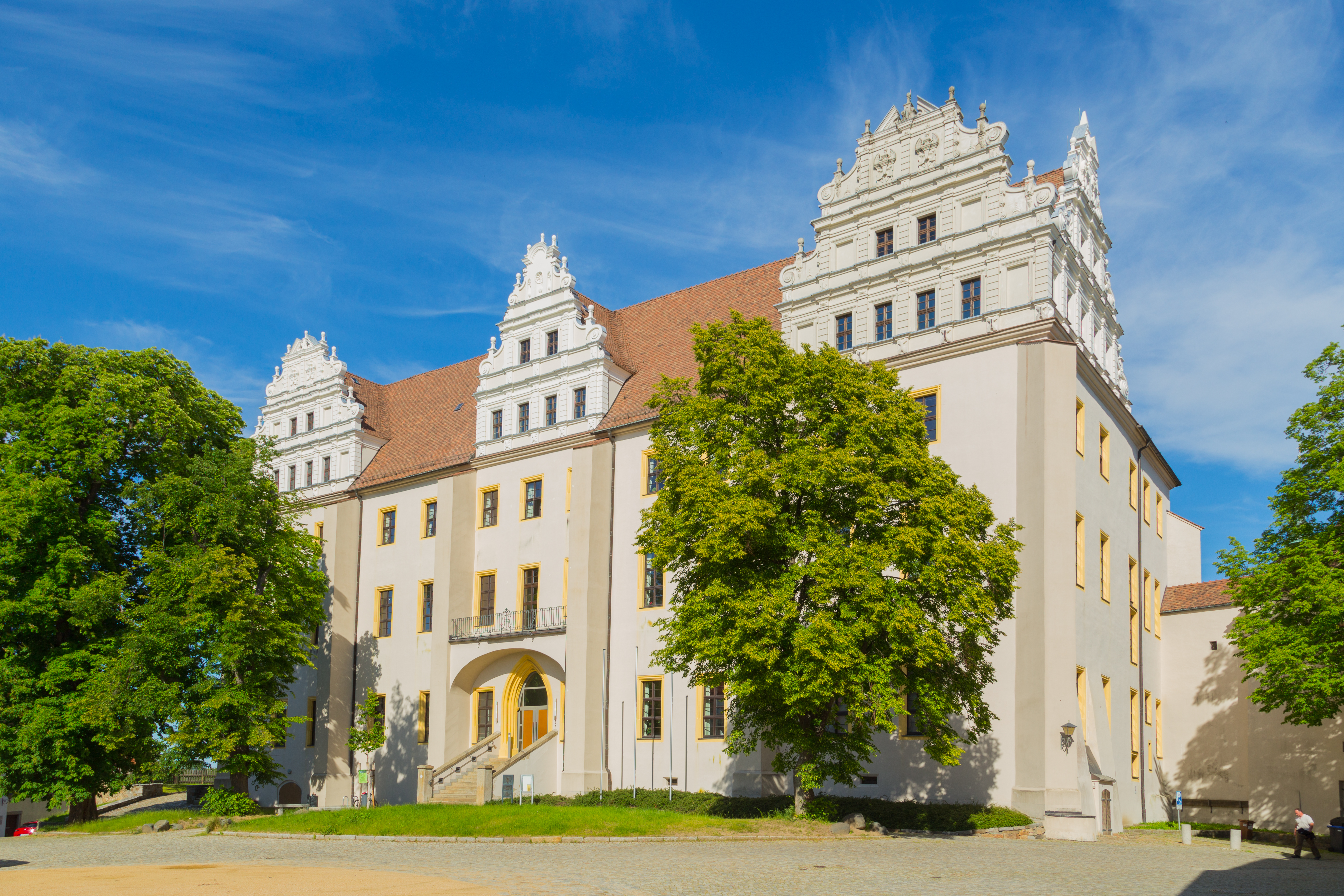
Die Ortenburg in Bautzen, Sitz der Landvögte des Landes Budissin (der späteren Oberlausitz). Zustand nach der Neuerrichtung im Stil der Renaissance im 17. Jahrhundert.

Zwischen 1253 (Tod König Wenzels I.) und 1262 (erste bekannte askanische Urkunde) waren die Askanier in den Besitz des Landes Budissin gelangt. Weder der genaue Zeitpunkt der Erwerbung noch die Rechtsform des Besitzes – Lehen, Heiratsgut oder Pfandherrschaft – lassen sich mit Sicherheit feststellen. Mit der Einsetzung von Landvögten als Stellvertreter des Landesherren schufen die Askanier das bedeutendste landesherrliche Amt in der Oberlausitz. Im Prinzip wurden die Befugnisse der Burggrafen und Landrichter aus der böhmischen Zeit in einer Hand vereinigt und sogar noch erweitert. Der Landvogt war als Stellvertreter des Landesherrn der höchste Beamte. Er entschied in Lehenssachen, stand dem obersten Gericht vor und war militärischer Oberbefehlshaber. Im Großen und Ganzen blieben die grundlegenden Befugnisse der Landvögte bis nach dem Dreißigjährigen Krieg erhalten, wobei sich in dieser langen Zeit die Verwaltungspraxis öfters änderte.
Während der Herrschaft der Askanier war die von Markgraf Otto IV. von Brandenburg 1268 vorgenommene Teilung der Oberlausitz in die Länder Bautzen (Budissin) und Görlitz das bedeutendste Ereignis. Die nur bis 1329 reichende Selbständigkeit der beiden Länder, die in Gestalt des Herzogtums Görlitz zwischen 1377 und 1396 noch einmal auflebte, hatte dauerhaft zur Zweiteilung der adligen Landesgemeinde und der Verwaltung geführt. Im Land Görlitz wurden fortan eigene Zusammenkünfte des Adels abgehalten, und dies blieb auch nach der Wiedervereinigung beider Länder so. Görlitz gewann als Mittelpunkt des östlichen Landesteils rasch an Bedeutung und entwickelte sich zur wirtschaftlich stärksten Stadt der gesamten Oberlausitz.
Nach dem Aussterben der brandenburgischen Askanier 1319 beanspruchten die Fürsten der benachbarten Territorien, darunter auch der böhmische König Johann aus dem Hause Luxemburg, die Oberlausitz für sich und bereiste sie öfter. Nach der den Oberlausitzer Ständen nahestehenden historiographischen Tradition haben diese sich „um Schutzes willen, freywillig und ungezwungen König Johanni Lucemburgico ergeben“, was sich aber nicht sicher nachweisen lässt. Jedenfalls wurde der König von Böhmen 1319 von Kaiser Ludwig IV. mit dem Land Bautzen belehnt; die östliche Landeshälfte fiel dagegen als Heiratsgut an Heinrich I., Herzog von Jauer, der das Land Görlitz (mit Ausnahme der Gegend um Lauban) 1329 an den böhmischen König abtrat. Im selben Jahr inkorporierte Johann terra et civitas goerlic der Krone Böhmen. Das heißt, die Oberlausitz wurde staatsrechtlich eng und dauerhaft mit dem Königreich Böhmen verbunden und galt als ein Nebenland der Krone, ohne dass seine innere Ordnung angetastet worden wäre. 1350 erkannte Kaiser Karl IV. in Bautzen die Rechte der Wettiner und Wittelsbacher auf Brandenburg und die Niederlausitz an. Diese wiederum anerkannten seine Ansprüche auf die Oberlausitz und huldigten ihm als Reichsherrscher, was ihn jedoch nicht hinderte, seinen Einfluss auf die beiden Nachbarterritorien auszudehnen.

### Sechsstädtebund

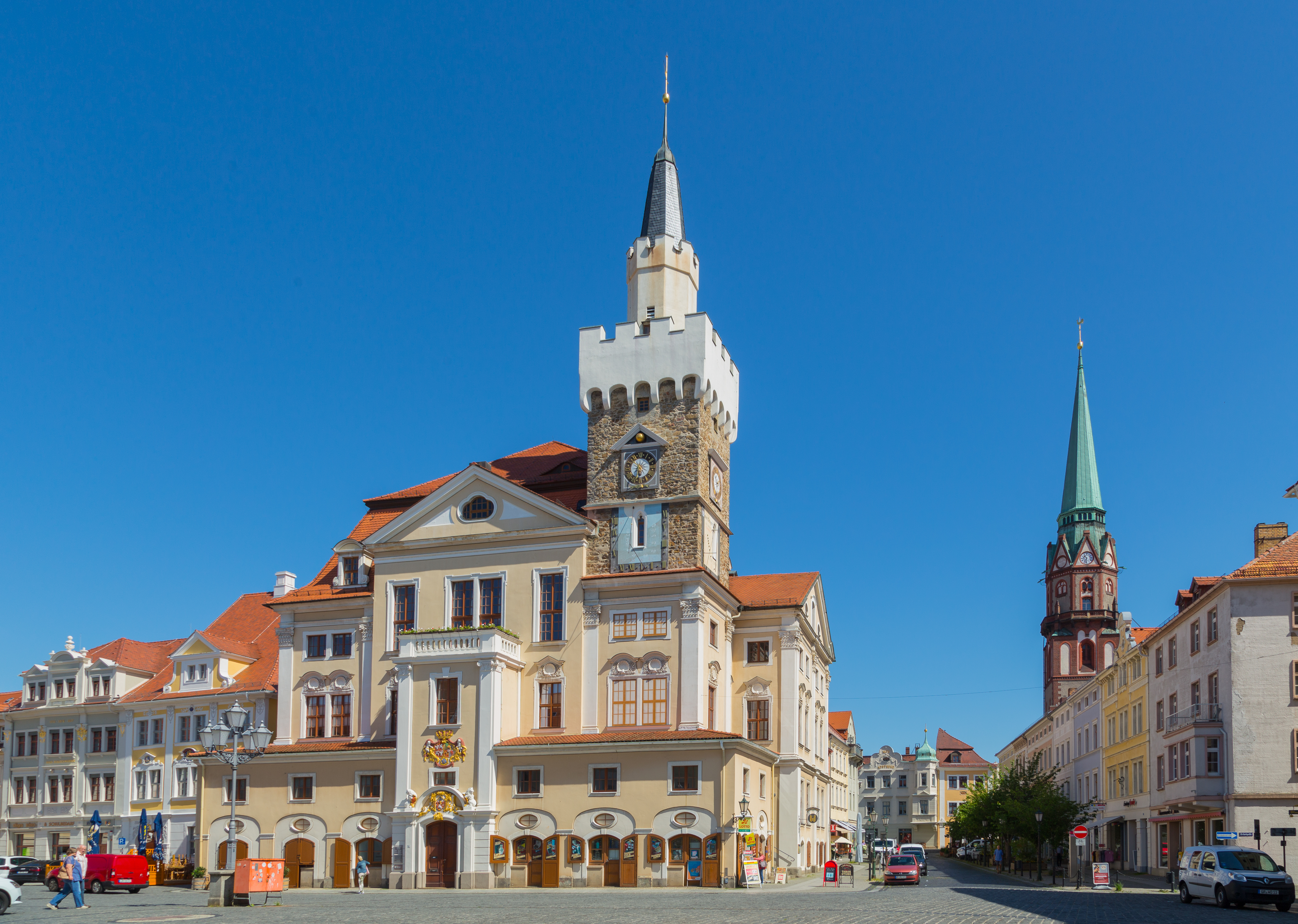
Löbauer Altmarkt mit Rathaus und Nikolaikirche

1346 gründeten die fünf königlichen Städte der Oberlausitz Bautzen, Lauban, Löbau, Görlitz, Kamenz und das damals noch böhmische Zittau den Sechsstädtebund. Die vereinigten Kräfte der Städte sollten den Landfrieden sichern und gegen das adlige Raubrittertum vorgehen. Dies war auch im Sinne des Landesherren, Kaiser Karl IV., der die Städte mit zahlreichen Privilegien unterstützte. Die Sechsstädte konnten sich insoweit in der Folgezeit erfolgreich gegen den Adel durchsetzen. Mit ihrer wirtschaftlichen Prosperität stieg auch ihr politischer Einfluss. Sie konnten durch den Ankauf zahlreicher Dörfer in den folgenden 200 Jahren einen bedeutenden Anteil des flachen Landes unter die direkte Herrschaft der Stadträte bringen. Außerdem setzten sie ihre Gerichtshoheit über den Adel in ihrem Weichbild durch. Immer wieder kam es in den Städten zu Streitigkeiten um die Besetzung der Stadträte und zu Unruhen unter den Handwerkern, die sich gegen die Kaufleute wandten, so 1347 in Görlitz, das sich zur wichtigsten Handelsstadt zwischen Erfurt und Breslau entwickelt hatte, oder 1405 in Görlitz und in Bautzen. König Wenzel IV. ließ 1408 im Rahmen einer Strafaktion (das „Bautzener Blutgericht“) 15 Personen, darunter den Bürgermeister Fritz Flicker, auf dem Bautzener Marktplatz hinrichten, zeigte sich aber anschließend in Görlitz durch Geschenke und Huldigungen des Sechsstädtebundes besänftigt.

### Hussitenkriege

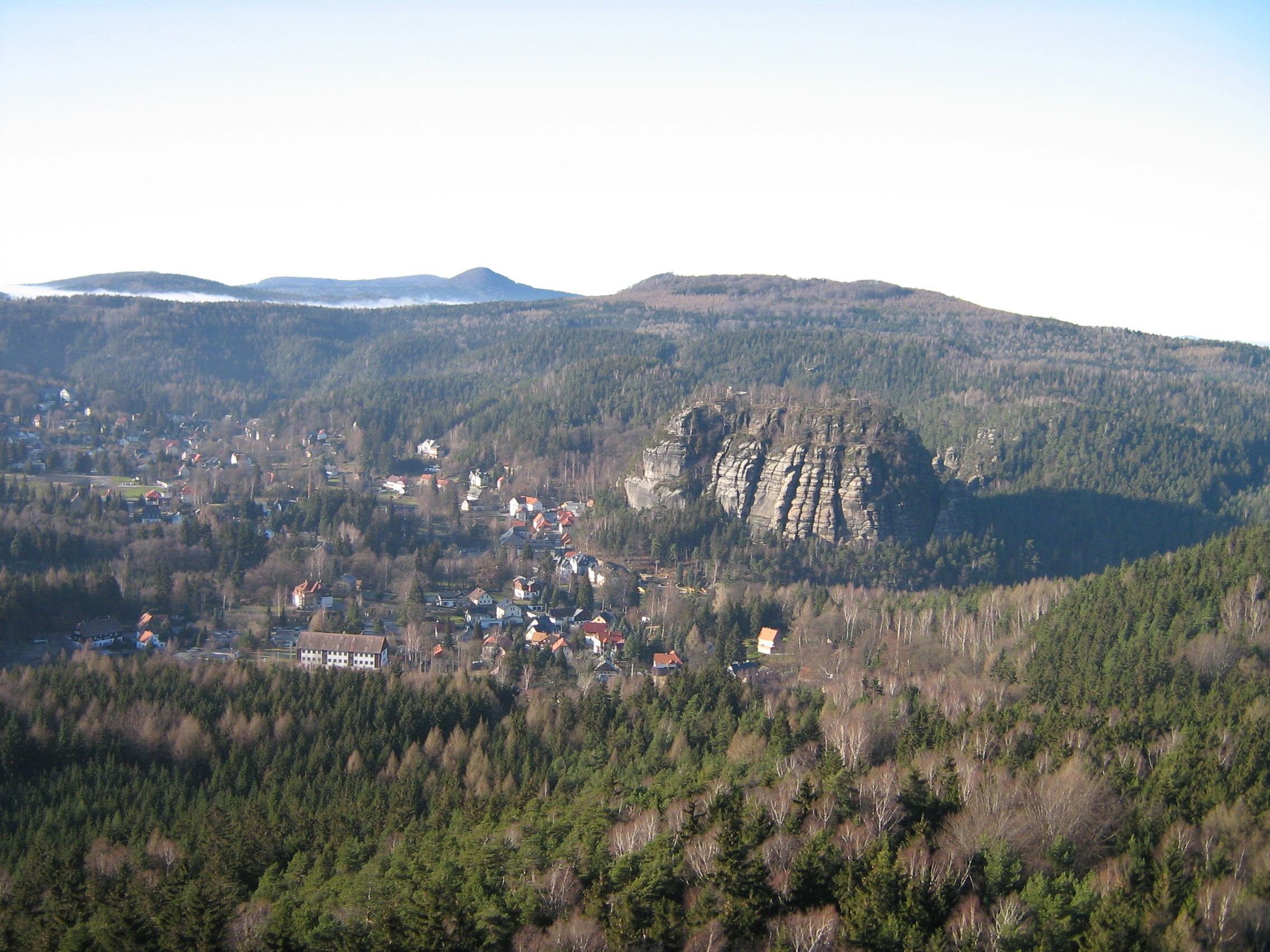
Der in den Hussitenkriegen angegriffene Berg und die Burgruine Oybin

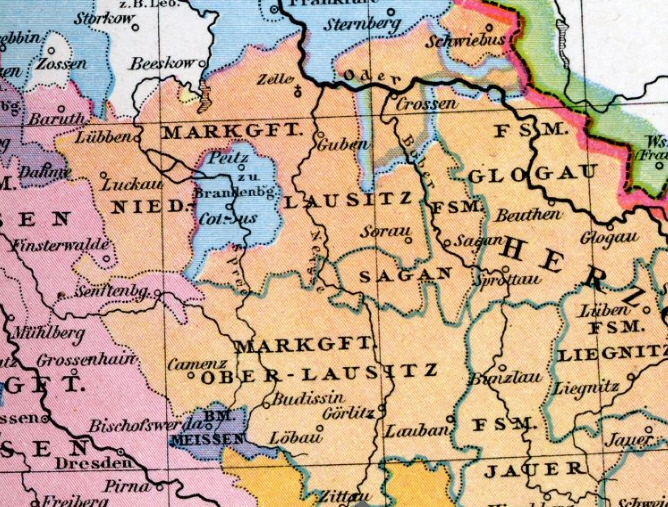
Die Oberlausitz im 15. Jahrhundert

Die Oberlausitz, zusammen mit der Niederlausitz als Teil von Kursachsen ab 1635

Als in Böhmen Anfang des 15. Jahrhunderts die hussitische Revolution ausbrach, stellte sich die Oberlausitz gegen diese Reformation in Böhmen. Im Bündnis mit Kaiser Sigismund und den Niederlausitzern führte man Krieg gegen die Heere der Hussiten. Kamenz, Reichenbach, Löbau, Zittau und Lauban wurden von den Hussiten erobert und verwüstet. Nur die beiden größten Städte Bautzen und Görlitz konnten den Belagerungen 1429 und 1431 standhalten. Durch den Krieg lockerten sich die Bindungen der Oberlausitz an die Böhmische Krone. Aufgrund der Schwäche des Königtums Böhmen konnten die Stände des Markgraftums ihre inneren Angelegenheiten weitgehend ohne königliche Eingriffe regeln. Bezeichnend ist, dass nicht mehr alle sechs Städte 1438 dem König Albrecht II. von Böhmen huldigten; einige ließen sich durch Gesandte vertreten. Nach seinem Tod 1439 entwickelte sich der Oberlausitzer Landtag als wichtigstes Instrument ständischer Freiheit.
1469 sagten sich die Oberlausitzer Stände vom böhmischen König Georg von Podiebrad los, weil dieser dem utraquistischen (kalixtinischen) Bekenntnis anhing, das der Papst auch in seiner gemäßigten Form als ketzerisch verurteilt hatte. Die Oberlausitzer erkannten den Gegenkönig Matthias Corvinus von Ungarn an, der alle böhmischen Nebenländer (Mähren, Schlesien und die Lausitzen) unter seine Herrschaft bringen, Böhmen selbst aber nie erobern konnte. Bis zum Frieden von Olmütz (1479) nahmen auch die Oberlausitzer an dem Krieg um die Böhmische Krone teil. Matthias versuchte die Verwaltung seiner Länder effizienter zu gestalten. In Schlesien setzte er deshalb einen Oberlandeshauptmann ein, dem auch die beiden Lausitzen unterstellt wurden. Die Oberlausitzer Stände sahen in dieser Maßnahme eine Gefährdung ihrer Autonomie.
Mit dem Tod von Matthias Corvinus wurde die Oberlausitz 1490 auch real wieder ein Bestandteil des böhmischen Königreiches. Der im Land verhasste Landvogt Georg von Stein wurde sofort nach dem Tod seines Herren von der Bautzener Ortenburg vertrieben.

### Oberlausitzischer Landtag
Ende des 15. Jahrhunderts hatte sich das politische System des Markgraftums weitgehend gefestigt. Stellvertreter des abwesenden Landesherren war der Landvogt der Oberlausitz, welcher traditionell aus dem Adel eines der böhmischen Kronländer berufen wurde. Vor 1620 ist lediglich einmal ein Oberlausitzer Landvogt geworden. In Bautzen und Görlitz gab es noch je einen Amtshauptmann. Diese drei Beamten bildeten mit einigen Sekretären die gesamte königliche Verwaltung.
Machtzentrum des Landes war der ständische, oberlausitzische Landtag. Seit der Mitte des 14. Jahrhunderts bis zur Teilung der Oberlausitz infolge des Wiener Kongresses setzte sich der Landtag aus zwei Ständen zusammen, nämlich „das Land“, gebildet aus den Landsassen, worunter die Standesherrschaften, die landsässige Ritterschaft sowie das Domstift zu Bautzen, die Zisterzienserinnenklöster St. Marienstern, St. Marienthal und das Magdalenerinnenkloster Lauban fielen, sowie als zweiten Stand „die Städte“, womit die Sechsstädte der Oberlausitz gemeint waren, weshalb man seit dem 14. Jahrhundert auch die Stände als „Land und Städte“ bezeichnete. Jeder Stand beriet zunächst für sich allein, das „Land“ auf besonderen Tagen, die Sechsstädte auf besonderen Städtetagen. Ohne Einvernehmen konnte kein Landtagsbeschluss gefasst werden, da die zwei Stände auf dem oberlausitzischen Landtag jeweils nur eine Stimme hatten. Diese Regelung blieb unverändert bis zur Teilung der Oberlausitz als Folge des Wiener Kongresses. Die politische Einheit des Landes wurde somit durch beide Stände dargestellt. Der Landesherr, vertreten durch den Landvogt, bestimmte, falls die zwei Stände sich nicht einigen konnten.
Höchstes Gericht war das Gericht von Land und Städten, das von beiden Ständen gemeinsam gebildet wurde. Eine dort gefällte Entscheidung war endgültig. An die Gerichte des Königs in Prag durfte nicht appelliert werden.
Zwischen Adel und Städten gab es im 15. und Anfang des 16. Jahrhunderts Konflikte, die die Frage der Obergerichtsbarkeit der Städte in deren Weichbild und die Höhe der Anteile, die die beiden Stände jeweils von den landesherrlichen Steuern aufzubringen hatten, betrafen.
Der Versuch des Adels, neben der Ritterschaft auch die Prälaten und Herren als weitere Stände zu etablieren, scheiterte; es blieb bis zum Wiener Kongress bei den zwei Ständen mit Stimmengleichheit.

### Herausbildung des Namens Oberlausitz
Im Unterschied zur späteren Niederlausitz, dem alten Land der Lusitzi, fehlte der späteren Oberlausitz, dem Land der Milzener, ein einheitlicher Landschaftsname. Für das Gebiet zwischen der Pulsnitz im Westen und dem Queis im Osten waren bis ins 16. Jahrhundert verschiedene Bezeichnungen gebräuchlich: „das ganze Land Budissin“ oder „die Länder Budissin und Görlitz“.
Dass die Gründung des Sechsstädtebundes im Jahr 1346 schon bald zu einem neuen Landesnamen führte, hing damit zusammen, dass ihm nicht nur die königlichen Städte Bautzen, Görlitz, Lauban, Löbau und Kamenz angehörten, sondern auch das bis dahin böhmische Zittau, das erst infolge dieses Bundes in das Bautzener Markgraftum eingegliedert wurde.
In dieser Zeit setzte sich auch für das Markgraftum die Bezeichnung „Land der Sechsstädte“ oder kurz „Sechsstädte“ durch, in der griechischen Form „Hexapolis“ oder „terra hexapolitana“.
Die Herausbildung des heutigen Landesnamens vollzog sich nicht aus einer Bekundung der Städte und Stände als Träger einer regionalen Identität, sondern von außen. Seit dem 15. Jahrhundert wurde der Name Lusatia von der heutigen Niederlausitz immer öfter auf die heutige Oberlausitz ausgedehnt. Erstmals wurde der Name Lusatia in der Matrikel der 1409 gegründeten Universität Leipzig für die gesamte heutige Lausitz verwendet. 1474 untertitelte man erstmals in der Kanzlei des Ungarnkönigs Matthias Corvinus das Sechsstädteland als Lusatia superior, also Oberlausitz. Erst in der Mitte des folgenden Jahrhunderts wurde nach und nach der Landesname von den Einwohnern, den regionalen Identitätsträgern, selbst gebraucht.

### Reformation

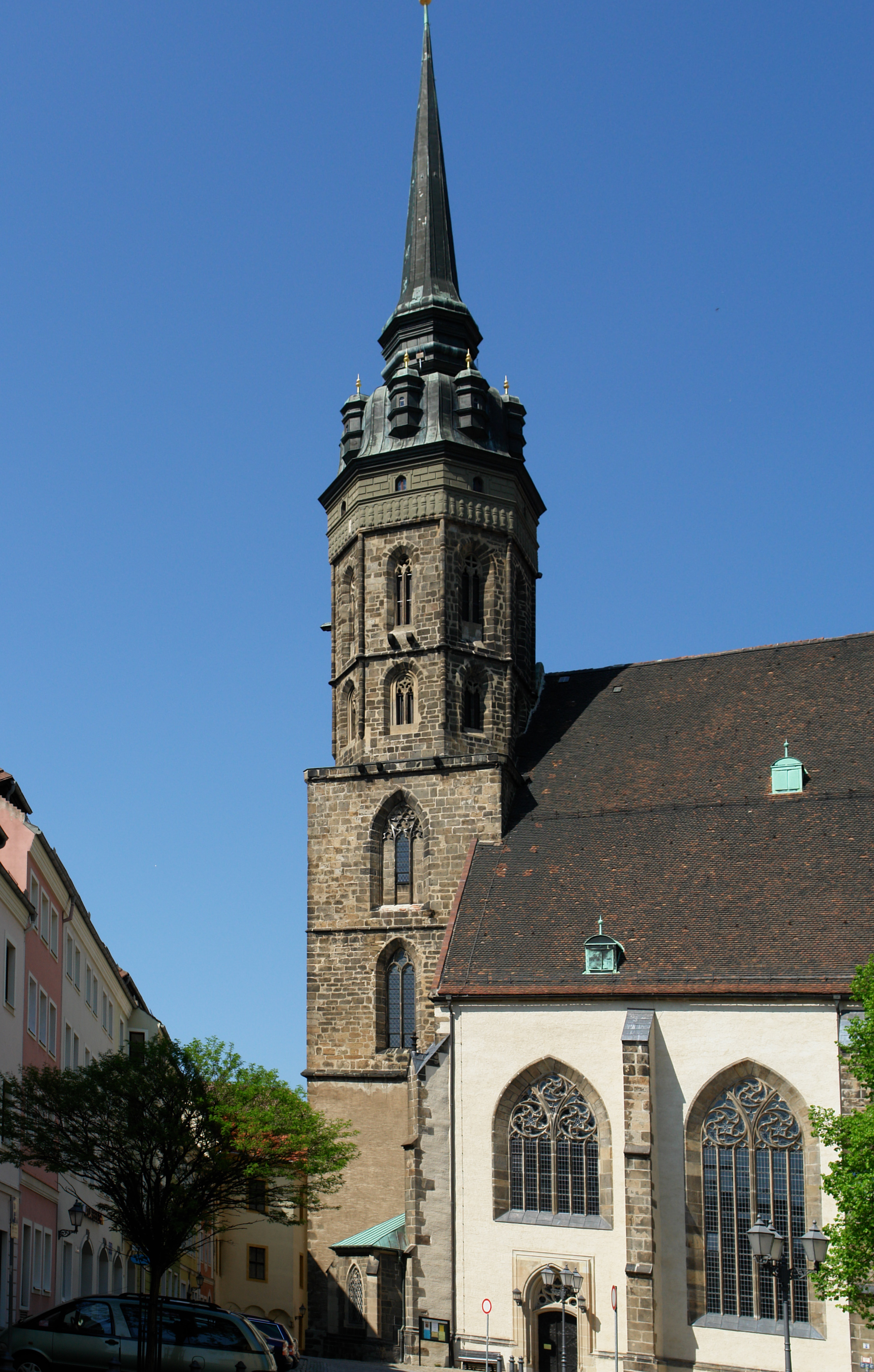
Der Simultandom St. Petri in Bautzen

Nur wenige Jahre nach Luthers Thesenanschlag in Wittenberg (1517) breitete sich das reformatorische Gedankengut auch in die Oberlausitz aus. In Görlitz, Zittau und Bautzen wurden von Franz Rothbart, Lorenz Heidenreich und Paul Bosak die ersten evangelischen Predigten 1520 beziehungsweise 1521 gehalten. Der Adel und die Stadträte hatten für die neue kirchliche Bewegung allerdings wenig übrig und versuchten, ihre Ausbreitung zu verhindern. Auch der König wandte sich mit scharfen Mandaten gegen die reformatorischen Bestrebungen in den Lausitzen. In Görlitz und Bautzen gaben die städtischen Obrigkeiten aber bald dem Druck der Bevölkerung nach und führten die Reformation in den Jahren 1523 und 1524 offiziell ein. Die Veränderungen hin zum neuen Kirchenwesen wurden aber nur in kleinen vorsichtigen Schritten vollzogen. Insbesondere das Bautzener Kollegiatstift widersetzte sich erfolgreich und blieb auf Dauer katholisch. Insgesamt dauerte es Jahrzehnte, bis sich die lutherische Lehre in den meisten Pfarreien des Landes endgültig durchgesetzt hatte. Das lag daran, dass in der Oberlausitz nicht der Landesfürst die Reformation einführte, sondern alle Ortsobrigkeiten (die Räte der Städte und die adligen Grundherren) für die unter ihrem Patronat stehenden Kirchen die neue Konfession anordneten und somit selbständig über die Hinwendung zum Protestantismus entschieden.

### Habsburgerherrschaft von 1526 bis 1635
| Kaiser Ferdinand I.   | 1526–1564    |
| Kaiser Maximilian II. | 1564–1576    |
| Kaiser Rudolf II.     | 1576–1611    |
| Kaiser Matthias       | 1611–1619    |
| König Friedrich I.    | 1619–1620/21 |
| Kaiser Ferdinand II.  | 1620/21–1635 |

Nach dem Tod des böhmischen und ungarischen Königs Ludwig II. in der Schlacht von Mohács wählten die böhmischen Stände Ferdinand I. zum König von Böhmen, der in dieser Eigenschaft auch Landesherr der Oberlausitz wurde. Allerdings hatten die Stände ihn schon vorher als ihren Erbherren anerkannt, weil er der Schwager Ludwigs II. war. Zum Landvogt setzte der neue König Zdislav Berka von Dubá ein, der am Prager Hof auch das Amt des Landhofmeisters verwaltete. Zunächst änderten sich die inneren Verhältnisse der Oberlausitz unter der neuen Herrschaft nur geringfügig. Nach wie vor bestimmte der Streit zwischen dem Landadel und den Sechsstädten das politische Leben. Die Auseinandersetzungen wurden dabei mit allen Mitteln der Diplomatie geführt. Beide Seiten versuchten den König auf ihre Seite zu ziehen. Ferdinand fällte jedoch widersprüchliche Entscheidungen. So kamen auf Vermittlung der königlichen Beamten 1530 und 1534 in Prag zwei Verträge zustande. Einmal wurden die Städte begünstigt und einmal der Adel. Auf diese Weise konnte kein dauerhafter Ausgleich gefunden werden.
Ferdinands inkonsequente Oberlausitz-Politik war der schwierigen Gesamtsituation geschuldet, in der sich der österreichische Habsburger befand. Einerseits hatte er Konflikte mit den mächtigen utraquistischen Ständen in Böhmen zu bestehen, andererseits brauchte er die Hilfe der Stände aller seiner Länder, um den Türkenkrieg finanzieren zu können. So stiegen auch die königlichen Steuerforderungen stetig, die Ferdinands Kommissare nun beinahe jährlich auf den Oberlausitzer Landtagen vorbrachten. Der König konnte es sich deshalb nicht leisten, die Stände dauerhaft zu verärgern. An einen Ausbau der landesherrlichen Gewalt war unter diesen Umständen nicht zu denken. Auch gegen den immer weiter um sich greifenden Protestantismus konnte der katholische König nicht aktiv eingreifen.
1537 besuchte Ferdinand I. das einzige Mal in seiner langen Regierung die Oberlausitz. Er hielt sich kurz in Bautzen und Görlitz auf und nahm auf der Ortenburg die Landeshuldigung entgegen. Bei dieser Gelegenheit bekamen Land und Städte ihre alten Privilegien bestätigt, so dass die wenige Jahre zuvor ausgehandelten Prager Verträge obsolet wurden.
1546 wurde die Oberlausitz in den Schmalkaldischen Krieg hineingezogen, an dem König Ferdinand auf Seiten seines Bruders Karl V. teilnahm. Während die utraquistischen Stände Böhmens dem König offen den Gehorsam verweigerten und nicht gegen die Protestanten des Schmalkaldischen Bundes ins Feld zogen, verhielten sich Land und Städte der Oberlausitz abwartend. Die mehrheitlich evangelischen Stände sahen sich dann 1547 aber doch genötigt, Ferdinand Geld und Truppen zur Verfügung zu stellen, obwohl der Wittenberger Theologe Johannes Bugenhagen alle Protestanten der böhmischen Länder in seiner „Christlichen Vermahnung“ eindringlich aufgefordert hatte, nicht gegen ihre Glaubensgenossen zu kämpfen.
Durch einen Zufall zogen sich die Sechsstädte den Zorn König Ferdinands zu. Sie hatten ihre Truppen nur für zwei Monate bewilligt und diese zogen, als die Zeit um war, aus dem Heerlager an der Elbe ab. Das war nun gerade am Vorabend der Entscheidungsschlacht bei Mühlberg. Der Befehl, die Söldner weiter bereitzuhalten, hatte die Städte nicht rechtzeitig erreicht. Als der Krieg gegen die Fürsten des Schmalkaldischen Bundes gewonnen war, lud Ferdinand I. die Vertreter der Sechsstädte nach Prag vor, wo sie sich vor ihm zu verantworten hatten. In einer Art Schauprozess wurden die Städte verurteilt und verloren all ihre Privilegien sowie ihren gesamten Landbesitz. Überdies mussten sie die enorme Summe von 100.000 Gulden Strafe an den König zahlen. Dieses Ereignis ging als der Oberlausitzer Pönfall in die Geschichte ein. Die große Macht der Städte war gebrochen, von nun an hatten sie kein Übergewicht über den Landstand mehr.
Die folgenden Jahre waren von den Anstrengungen der Städte gekennzeichnet, alte Positionen zurückzugewinnen. So wurden zahlreiche Landgüter, die man im Pönfall an den König abgetreten hatte, zurückgekauft und zahlreiche alte Privilegien bei der Prager Hofkanzlei erneut erworben. Seit 1560 konnten alle Sechsstädte ihre Räte und Richter wieder selbst einsetzen. Im selben Jahr einigten sich die Stände mit dem König auf die so genannte Abhandlung. In diesem Dokument wurden die umfangreichen Rechte der Stände festgeschrieben und von Ferdinand I. offiziell anerkannt.
Im Jahr 1562 erteilte Ferdinand I. den Ständen die so genannte Obergerichtsgnade. Seitdem hatten der gesamte Adel und auch wieder die Städte die vollständige Gerichtsgewalt über ihre Untertanen. Damit kamen die von Ferdinand vorgenommenen Änderungen an der Oberlausitzer Landesverfassung zum Abschluss. Der um die Mitte des 16. Jahrhunderts geschaffene Zustand blieb im Großen und Ganzen unverändert bis 1815 in Kraft und bestimmte das Verhältnis der Stände untereinander und auch zu ihrem Landesherren. Bereits 1544 hatte der Kaiser in der nach ihm benannten Decisio Ferdinandea dem Adel das Privileg des Vorritts zugestanden und die Rechte der großen Oberlausitzer Herrschaften Muskau, Seidenberg und Hoyerswerda definiert. 1548 wurde das neu geschaffene Prager Appellationsgericht als letzte Berufungsinstanz für die Oberlausitzer Gerichtsbarkeit festgeschrieben und ein Jahr später wurde mit der Landeshauptmannschaft ein wichtiges neues Amt geschaffen. Der Landeshauptmann sollte die königlichen Rechte – vor allem in Bezug auf die Steuern und Abgaben – durchsetzen. Er wurde immer aus dem einheimischen Adel berufen und unterstand der Böhmischen Kammer in Prag.

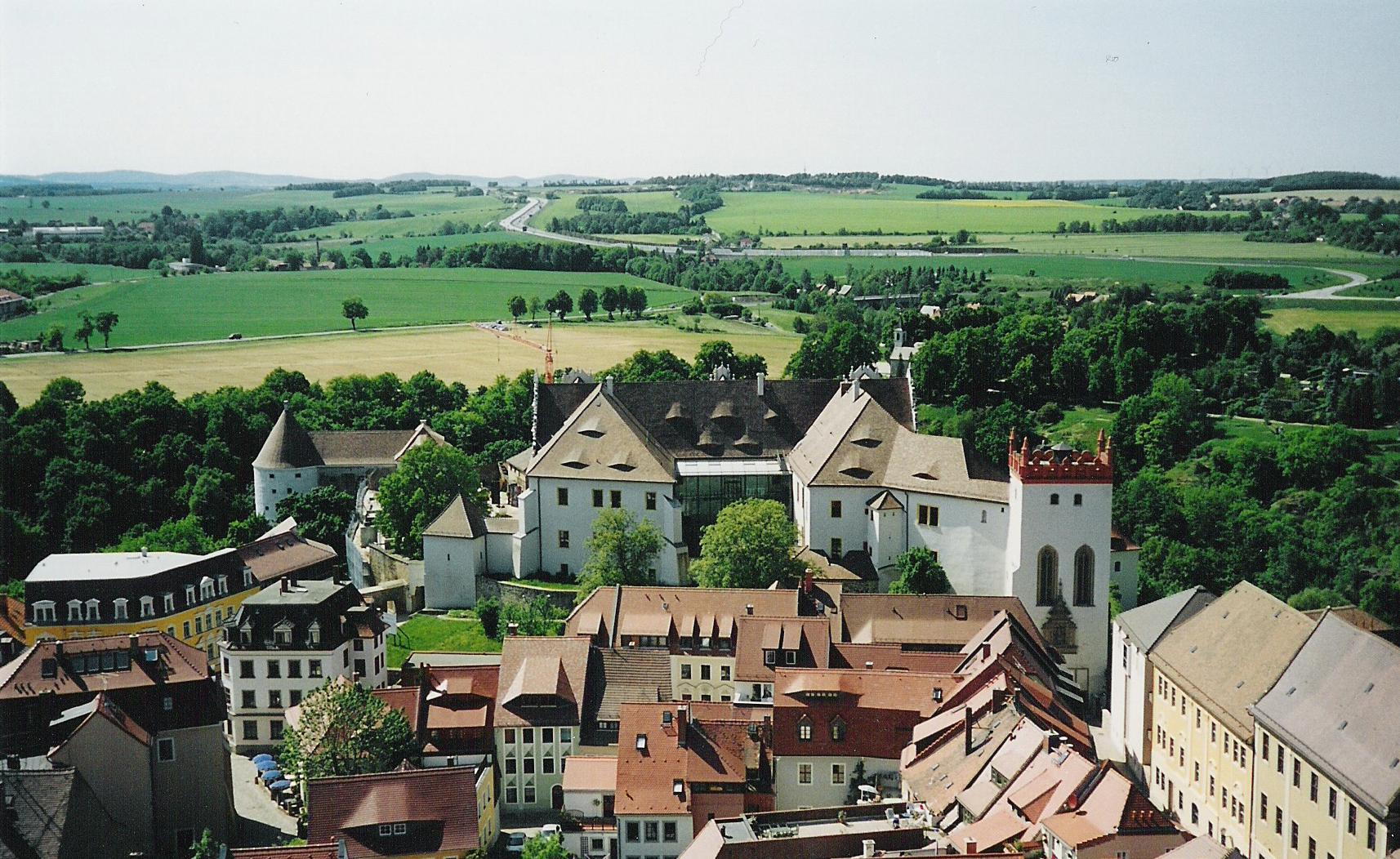
Die Ortenburg in Bautzen ist seit dem 17. Jh. Gerichtsgebäude

1549 wurde mit Christoph von Dohna zum ersten Mal ein einheimischer protestantischer Adliger zum Landvogt berufen. Der Besitzer der Herrschaft Königsbrück machte sich aber in kurzer Zeit beim Adel und den Städten unbeliebt, weil er korrupt war und die Gerichte nicht ordnungsgemäß verwaltete. Die Stände verklagten Dohna deshalb beim König in Prag (die Klageschrift umfasste über 100 Punkte), aber noch vor dem Ende des Prozesses starb der Landvogt (1560) und bis zum Dreißigjährigen Krieg wurden nach alter Tradition nur noch böhmische oder schlesische Adlige zu Landvögten in Bautzen berufen.
Seit den fünfziger Jahren des sechzehnten Jahrhunderts kam es zu einer Stabilisierung der im Lande übrig gebliebenen katholischen Institutionen. Dies war im Wesentlichen der Politik des 1559 ins Amt gekommenen Bautzener Domdekans, Johann Leisentrit zu verdanken. Kaiser Ferdinand hatte ihn zum Kommissar für Religionssachen in den beiden Lausitzen ernannt. Leisentrit war damit nominell die kirchliche Obrigkeit für Katholiken und Protestanten. Er nutzte diese Stellung, um die noch vorhandenen katholischen Pfarreien für seine Konfession zu erhalten, verhielt sich aber sonst den Evangelischen gegenüber tolerant. Als Kaiser Maximilian II. 1564 auch in der Oberlausitz die Nachfolge seines Vaters antrat, gestattete er den Ständen erstmals offiziell die Confessio Augustana. Diese Zusicherung wurde auch von seinen Nachfolgern bei den Landeshuldigungen immer wieder neu gegeben.

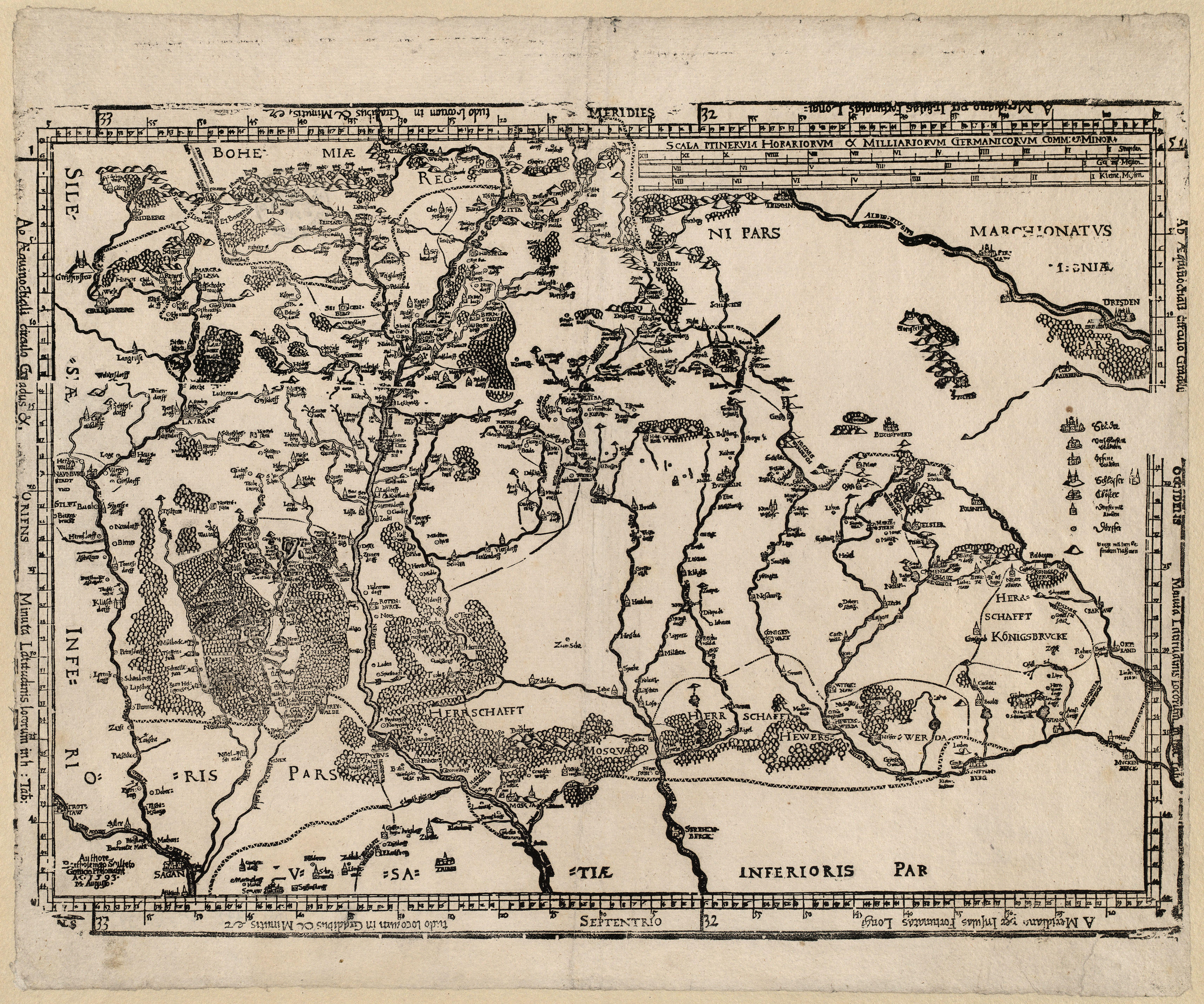
Älteste Karte der Oberlausitz 1593; Norden ist unten und die Blickrichtung geht vom heutigen Brandenburg nach Sachsen, Holzschnitt von 1593, Bartholomäus Scultetus

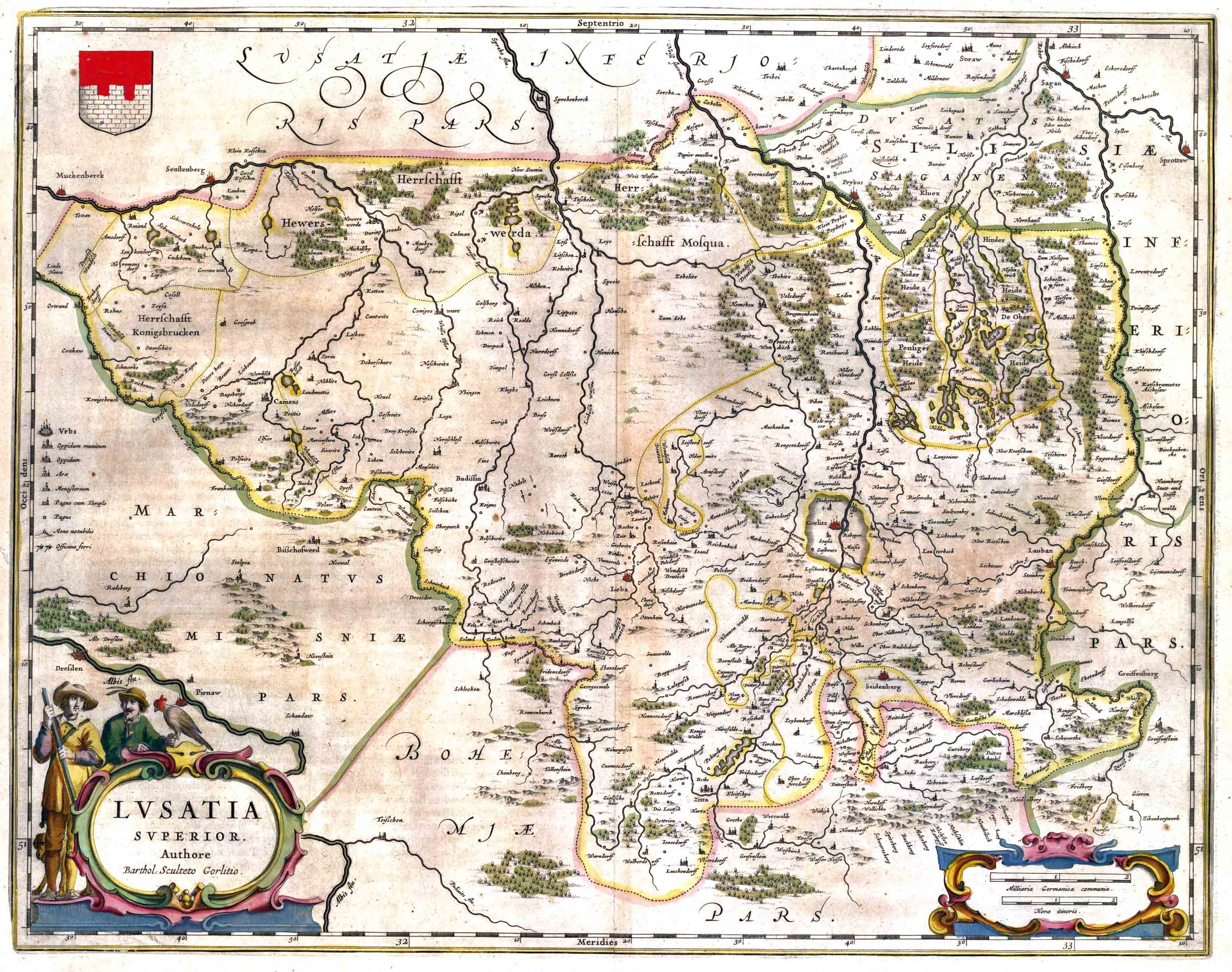
Karte der Oberlausitz (1645), nach einer Vorlage von Bartholomäus Scultetus mit Bezeichnung der deutsch-sorbischen („wendischen“) Sprachgrenze in ihrem damaligen Verlauf.

Bildung und Kultur nahmen in der zweiten Hälfte des 16. Jahrhunderts einen Aufschwung. In den Städten Görlitz, Zittau und Bautzen wurden Gymnasien gegründet, die nicht nur von Bürgersöhnen, sondern auch von den Söhnen des Oberlausitzer und zunehmend auch des böhmischen und niederschlesischen Adels besucht wurden. Auch in den anderen Städten Löbau, Kamenz, Lauban und selbst in kleineren Landstädten wurden die Schulen ausgebaut. Bautzen wiederum erhielt als Druckort zumindest regionale Bedeutung. Der Görlitzer Bürgermeister Bartholomäus Scultetus erstellte Ende des 16. Jahrhunderts die erste Landkarte der Oberlausitz.
Ende des 16. Jahrhunderts verschärften sich in Europa und nicht zuletzt auch in Böhmen die konfessionellen Konflikte. In den Ländern der Böhmischen Krone war dies einmal den Fortschritten der Gegenreformation geschuldet, die der päpstliche Nuntius in Prag, der dortige Erzbischof und der Bischof von Olmütz, besonders aber die Jesuiten langsam erzielten. Der andere Grund bestand im Erstarken des nicht in den Augsburger Religionsfrieden einbezogenen Calvinismus. In den böhmischen und österreichischen Ländern war der religiöse Konflikt zusätzlich von der Auseinandersetzung um die Macht im Staat überlagert. Sollte diese vornehmlich bei den mehrheitlich protestantischen Ständen oder aber ganz in der Hand des Kaisers liegen? Obwohl in der Oberlausitz die Stände das politische Übergewicht hatten und die Religionsfrage im Großen und Ganzen geklärt schien, wurde auch das kleine Markgraftum von den politischen Unruhen im benachbarten Böhmen angesteckt. Die protestantische Mehrheit war besorgt, dass die Gegenreformation auch auf die Oberlausitz übergreifen könnte und die katholischen Domherren in Bautzen waren längst nicht mehr so kompromissbereit und entgegenkommend wie zur Ära Leisentrit.
Anfang des 17. Jahrhunderts verschlechterten sich die Beziehungen der Stände zum damaligen Landesherren Rudolf II. Man war unzufrieden wegen der stetig steigenden Steuerforderungen wegen der Türkenkriege, denn der Kaiser konnte dabei keine greifbaren Erfolge erzielen. Schon die Schaffung des Amts eines Kammerprokuratoren (dieser sollte die finanziellen Ansprüche des Landesherrn besser durchsetzen) im Jahr 1595 hatte das Missfallen der Stände erregt. Gemeinsam mit den Schlesiern beschwerte man sich außerdem über die Böhmische Hofkanzlei und verlangte die Einrichtung einer eigenen Kanzlei für die deutschsprachigen Nebenländer der Krone Böhmen.
Nachdem die Protestanten Schlesiens und Böhmens dem durch den habsburgischen Bruderzwist geschwächten Kaiser 1609 Majestätsbriefe abgetrotzt hatten und damit landesrechtlich anerkannt waren, wollten auch die Oberlausitzer solch eine Urkunde erlangen. Ihre Bemühungen blieben aber erfolglos. Auch Kaiser Matthias, der Rudolf II. 1611 auf dem böhmischen Thron nachfolgte, verweigerte den protestantischen Oberlausitzern den Majestätsbrief. Dies war einer der wichtigsten Gründe, dass sich die Oberlausitz 1618/19 nach dem zweiten Prager Fenstersturz dem böhmischen Ständeaufstand anschloss.
Als die Unruhen in Böhmen begannen, verhielten sich die Oberlausitzer Stände zunächst passiv. Sie ignorierten die dringenden Aufforderungen der Böhmen, sie im Krieg gegen die Habsburger zu unterstützen. Erst nach dem Tod Kaiser Matthias im März 1619 änderten sie ihre Politik. Sie traten der Böhmischen Konföderation bei und waren an der Absetzung Ferdinands II. und der Wahl Friedrich V. (Beiname: Winterkönig) zum König von Böhmen beteiligt. Ziel der protestantischen Stände des Markgraftums war es, die Oberlausitz zu einem vollständig protestantischen Land zu machen. Sie wollten das katholische Bautzener Domstift beseitigen, in den wenigen noch katholischen Orten protestantische Pfarrer einführen und endlich eine eigene Landeskirche gründen. Das militärische Risiko und die damit verbundenen Kosten für die Aufstellung von Truppen für den durch die katholische Liga bedrängten Winterkönig trugen sie allerdings nur ungern und als der Krieg auf die Oberlausitz übergriff, waren sie nicht in der Lage, wirksamen Widerstand zu leisten. Ohne größere Kampfhandlungen konnte der mit Ferdinand II. verbündete Kurfürst Johann Georg von Sachsen zwischen September 1619 und Januar 1620 die Oberlausitz besetzen.

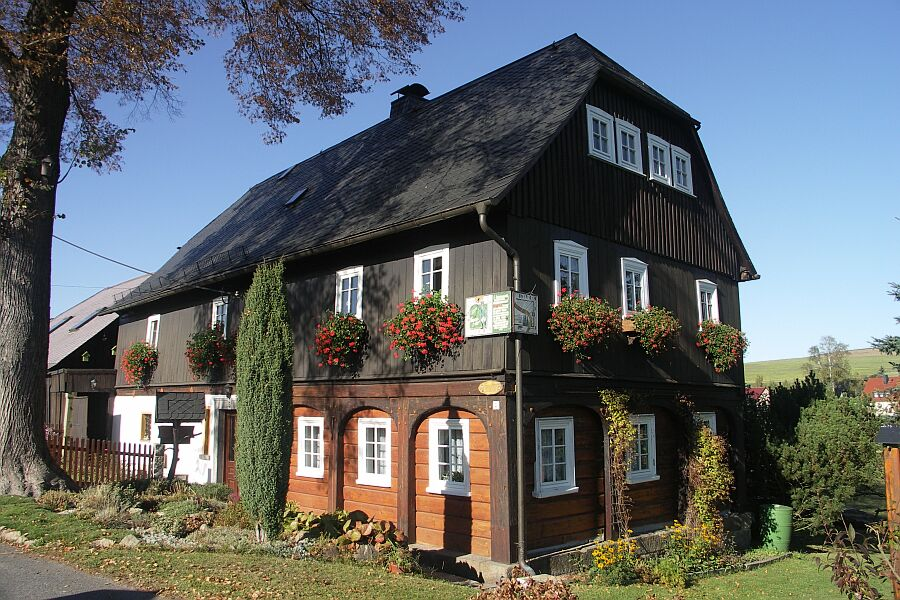
Umgebindehaus in Sohland an der Spree – typische Bauform in der südlichen Oberlausitz

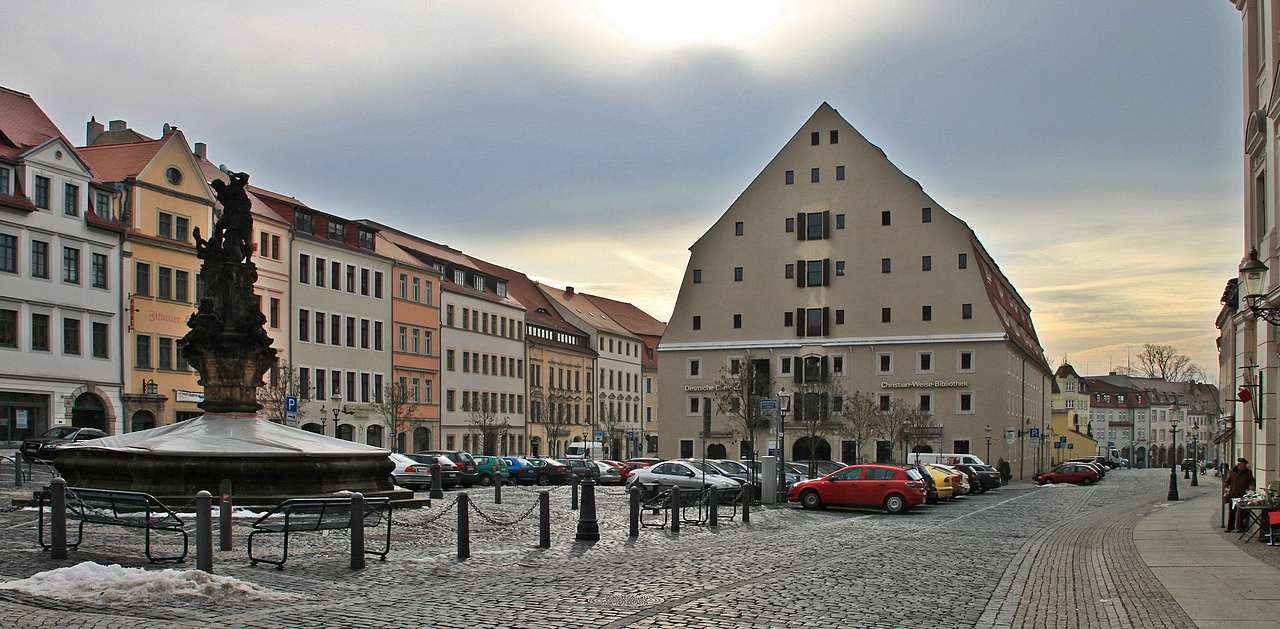
Das Zittauer Salzhaus ist Zeichen des wirtschaftlichen Aufschwungs

Für seine militärische Hilfe gegen die aufständischen böhmischen Länder war dem sächsischen Kurfürsten vom Kaiser finanzielle Entschädigung zugesagt worden. Wenn nicht bezahlt wurde, sollten die Lausitzen als Pfand an den Wettiner übergeben werden. Ferdinand II. konnte nicht zahlen und musste 1623 die Pfandschaft über beide Markgraftümer einräumen. Die Übergabe wurde im so genannten Immissionrezess geregelt. Dadurch entging die Oberlausitz der kaiserlichen Gegenreformation, die in den 1620er Jahren in Böhmen und Mähren zum Verbot der protestantischen Bekenntnisse und Kirchen führte. In der Folgezeit kamen viele Glaubensflüchtlinge aus Böhmen in die Oberlausitz. Sie siedelten sich vor allem in Zittau und den benachbarten Weberdörfern im Lausitzer Bergland an und sorgten dort durch ihren Gewerbefleiß für einen wirtschaftlichen Aufschwung.

### Unter sächsischen Kurfürsten von 1635 bis zur Teilung 1815

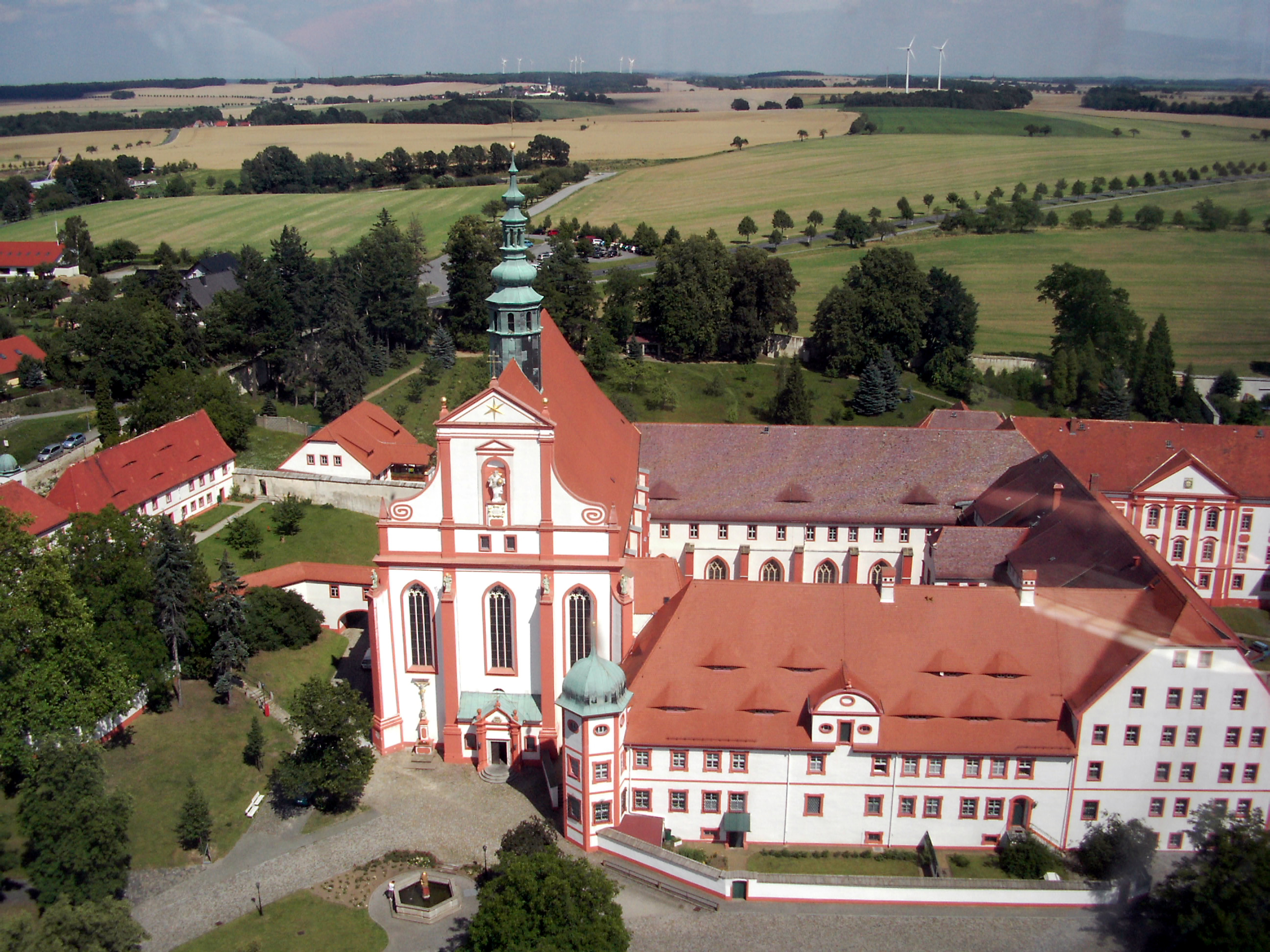
In den katholisch-sorbisch geprägten Gebieten Oberlausitz blieben im ansonsten evangelischen Umfeld auch die Klöster bestehen; hier Kloster St. Marienstern bei Panschwitz-Kuckau

Der Prager Frieden von 1635 band die beiden Lausitzen (Ober- und Niederlausitz) an das Kurfürstentum Sachsen.
Die Oberlausitz wurde dem sächsischen Kurfürsten Johann Georg I. formal durch den Traditionsrezess in Görlitz am 14/24. April 1636 als erbliches böhmisches Lehen übergeben. Damit verbunden war die Regelung, dass die religiösen Verhältnisse des „Markgraftums Oberlausitz“ unangetastet blieben und die Landstände ihre Rechte behielten. Die Oberlausitz verblieb somit staatsrechtlich ein eigenes Land und durfte mit den Sächsischen Kernlanden nicht verschmolzen werden. Damit griff auch Sächsisches Landesrecht nicht zwingend auf die Oberlausitz durch und musste durch die Versammlung der Stände auf dem Landtag beschlossen werden.
Im Jahr 1666 errichtete Johann Georg II. für die Oberlausitz, in der er das Münzrecht besaß, die Münzstätte Bautzen, um für den Handelsverkehr mit Schlesien und Böhmen eine geeignete Münze zu schaffen. Da die kursächsischen Stände wegen der wertgeminderten Prägungen Bedenken äußerten und der erhoffte Gewinn aus der Vermünzung ausblieb, wurde die Münze bereits im folgenden Jahr geschlossen und ihre Ausstattung in die Dresdner Münze gebracht.
Die Religionsfreiheit (konkreter: der Standesherr bestimmte die Religion – „Cuius regio, eius religio“; lateinisch für Wessen Gebiet, dessen Religion) hatte nicht nur zur Folge, dass in der überwiegend evangelischen Oberlausitz die beiden katholischen Klöster St. Marienstern (Panschwitz-Kuckau) und St. Marienthal (Ostritz) sowie das Domstift Bautzen erhalten blieben, sondern dass sich auch evangelische Glaubensflüchtlinge aus Böhmen, die Böhmischen Brüder, ansiedelten. Bekannteste Ansiedlung ist die Herrnhuter Brüdergemeine in Herrnhut, die ab 1722 durch den Grafen Nikolaus Ludwig von Zinzendorf ermöglicht und gefördert wurde.
Durch Adolph Traugott von Gersdorf und Karl Gottlob Anton wurde 1779 die Oberlausitzische Gesellschaft der Wissenschaften gegründet. Im Jahr 1811 begründete der Tuchkaufmann Johann Gottlieb Kretzschmar die „Ornithologische Gesellschaft zu Görlitz“, die heutige Naturforschende Gesellschaft der Oberlausitz.
In der Schlacht bei Bautzen am 20./21. Mai 1813 konnte Napoleon I. seinen letzten größeren Sieg erringen.

### Sächsische und preußische Oberlausitz (1815–1945)

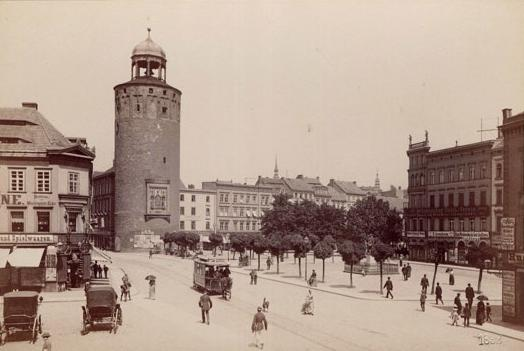
Während der Gründerzeit im preußischen Görlitz

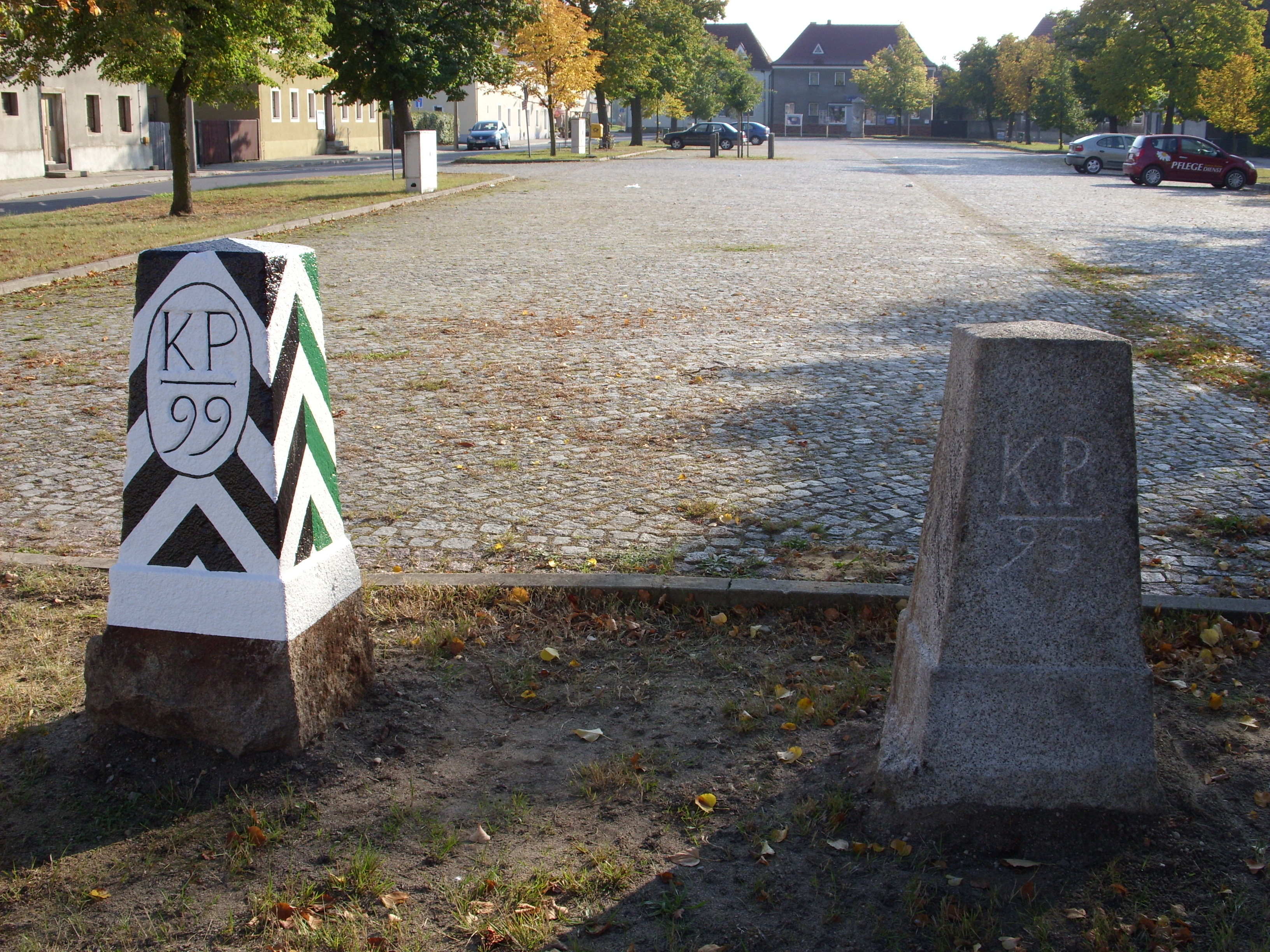
Sächsisch-Preußische Grenzsteine in Königswartha (Rakecy)

Als Nebenabsprache auf dem Wiener Kongress (1815) musste der sächsische König die Teilung des Königreiches Sachsen und somit große Gebietsverluste zu Gunsten Preußens hinnehmen. Unter anderem musste die Hälfte der Oberlausitz mit Görlitz abgetreten werden. Die Oberlausitzer Stände hatten bis zuletzt versucht, die Teilung des Landes zu verhindern. Unter anderem hatten sie sich mit einer Bittschrift an den österreichischen Kanzler Metternich gewandt. Jedoch blieb diese Initiative ohne Erfolg. Die neue Grenze durchschnitt das Land von Nordwesten nach Südosten. Sie verlief südlich von Ruhland und Wittichenau in Richtung Reichenbach/O.L., traf südlich von Görlitz auf die Lausitzer Neiße und verlief entlang der Wittig bis zur böhmischen Grenze (alle hier genannten Orte fielen an Preußen). Die willkürlich gezogene Grenze zerschnitt eine in 800 Jahren gewachsene politische, wirtschaftliche, kulturelle und kirchliche Einheit: Von den Sechsstädten gehörten nunmehr zwei (Görlitz und Lauban) zum preußischen Staat. Die Wirksamkeit der alten Oberlausitzer Ständeversammlung blieb auf das sächsische Restgebiet beschränkt. Das Siedlungsgebiet der Obersorben war nun auf zwei Staaten aufgeteilt. Die kirchliche Autonomie der Protestanten fand in der Oberlausitz ihr Ende und sie wurden in die Kirche der Altpreußischen Union, Kirchenprovinz Schlesien eingegliedert. Die wenigen Katholiken der Lausitzer Administratur wurden ebenfalls geteilt. Die Dörfer der beiden Klöster St. Marienstern und St. Marienthal lagen nun beiderseits der Grenze. Die katholischen Pfarreien der preußischen Oberlausitz wurden schließlich 1821 dem Fürstbistum Breslau unterstellt. Die preußische Regierung begann nach 1815 in ihrem Teil der Oberlausitz sofort mit der dringend notwendigen Modernisierung der Verwaltung. Nach einigen Experimenten waren in den 1820er Jahren die Landkreise Lauban, Görlitz, Rothenburg und Hoyerswerda gebildet und in die Provinz Schlesien integriert worden. Erst seit diesem verhältnismäßig späten Zeitpunkt dehnte sich das schlesische Gebiet über den Queis nach Westen aus. Vorher hatte die Oberlausitz nie zu Schlesien gehört, wenngleich beide Länder vom 13. bis 17. Jahrhundert zumeist von einem gemeinsamen Landesherren, dem böhmischen König, regiert worden waren. 1945 kamen die nach dem Zweiten Weltkrieg in Deutschland verbliebenen preußischen Teile der Oberlausitz wieder zu Sachsen, die sächsisch-preußische Teilung wich einer deutsch-polnischen Teilung.

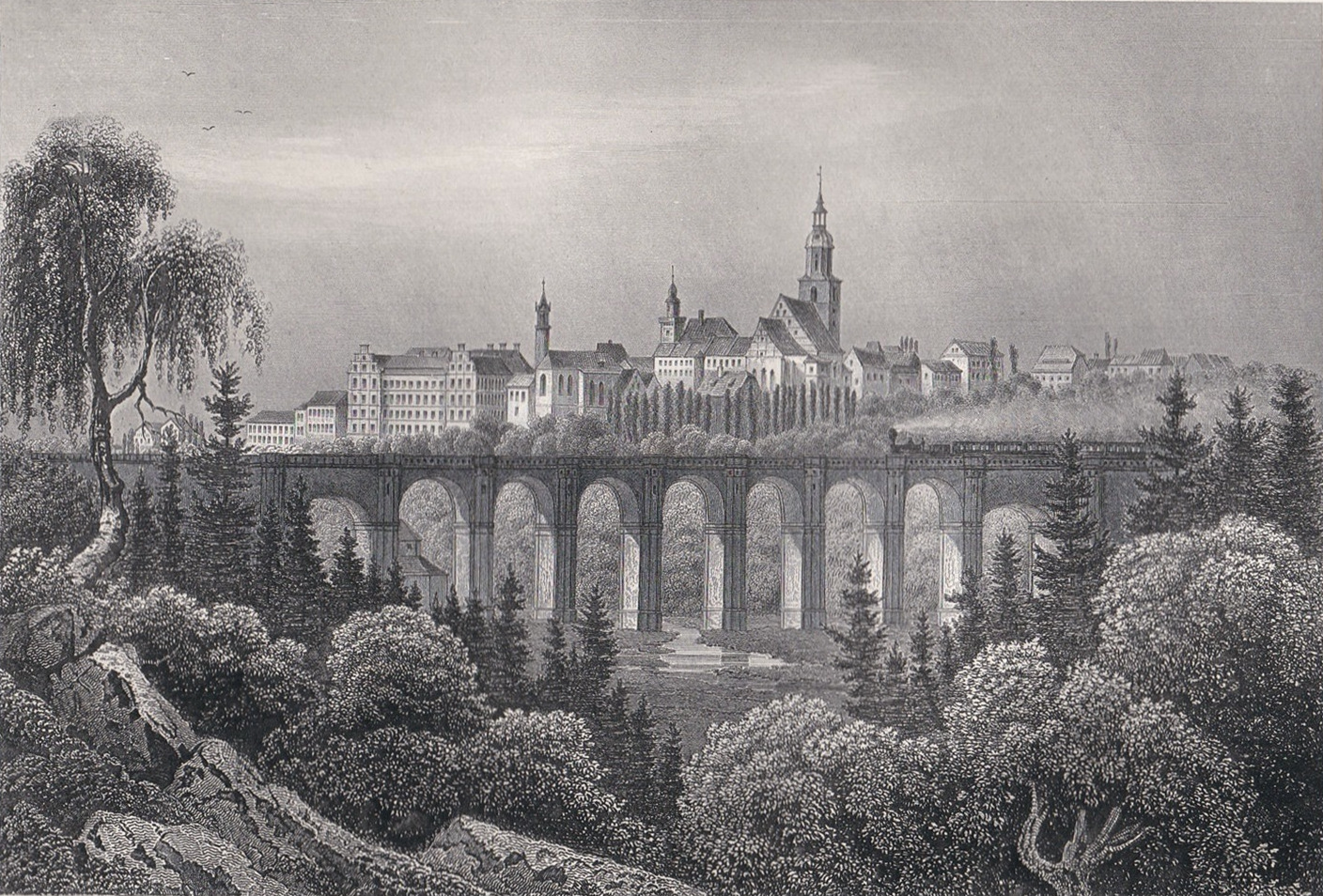
Löbauer Eisenbahnviadukt der Strecke Dresden–Breslau

Vor allem im südlichen Teil der sächsischen Oberlausitz, aber auch im preußischen Teil der Oberlausitz konnte man nach 1815 erfolgreich an alte Traditionen vor allem bei der Herstellung von Textilien, aber auch in vielen anderen Gewerben anknüpfen. Die Region gehörte zu den frühen Industriegebieten Deutschlands. Bereits seit 1836 fanden sich Geschäftsleute aus Sachsen und Preußen zusammen, um die Eisenbahnstrecke Dresden–Breslau quer durch die Oberlausitz zu planen und zu bauen. Baubeginn war 1844, zwei Jahre später war der Oberlausitzer Anteil der Strecke bis Löbau fertig gestellt und im September 1847 verkehrten die Züge durchgehend von Dresden nach Breslau.
Durch die sächsische Verfassung von 1831 wurde die rechtliche Sonderstellung der Oberlausitz beseitigt. Das traditionelle ständische Herrschaftssystem wurde in den folgenden Jahren schrittweise durch die Institutionen des modernen Staats ersetzt. Für das Gebiet der sächsischen Oberlausitz wurde die Kreishauptmannschaft Bautzen gebildet. Bis in die 1850er Jahre dauerte die Ablösung der bäuerlichen Bevölkerung aus der Erbuntertänigkeit.
In der preußischen Oberlausitz profitierte vor allem Görlitz von der Integration in den größten deutschen Teilstaat. Eine breite Palette von Industriebetrieben siedelte sich an. Zu den größten Absatzmärkten Berlin und Breslau bestanden gute Bahnverbindungen.
Seit der Machtübernahme der Nationalsozialisten im Jahr 1933 waren die Sorben ständig steigenden Repressionen ausgesetzt. Als Instrument der Unterdrückung konnten die neuen Machthaber auf die schon länger bei der Amtshauptmannschaft Bautzen bestehende Wendenabteilung zurückgreifen. Ab 1937 wurden nach und nach all ihre Vereine und die gesamte sorbische Presse verboten. Auch der Unterricht in der Muttersprache und ebenso sorbischsprachiger Religionsunterricht waren nicht mehr gestattet, die kulturelle Ausübung war somit eingeschränkt. 1940 wurden alle sorbischen katholischen Priester aus der Oberlausitz ausgewiesen. Die nationalsozialistische Rassepolitik war gegenüber den Sorben nicht eindeutig. Neben Demütigung und Unterdrückung stand bis in den Zweiten Weltkrieg hinein der Versuch, die Wenden in die „germanische Herrenrasse“ zu integrieren. Deshalb wurden sie als „wendischsprachige Deutsche“ bezeichnet, um sie von den anderen Slawen zu separieren. Zahlreiche sorbischstämmige Ortsnamen wurden im Zuge der Germanisierung 1936/37 umbenannt. Überlegungen, das slawische Volk zur Gänze in das Generalgouvernement zu deportieren, wurden aufgrund des Kriegsverlaufes nicht umgesetzt.
Während des Zweiten Weltkriegs blieb die Oberlausitz von Luftangriffen weitgehend verschont. 1945 wurde sie allerdings Kampfgebiet. Zunächst betraf das die Stadt Lauban, die im Februar bereits von der Roten Armee eingenommen worden war, von den Deutschen aber noch einmal zurückerobert wurde. Deshalb inszenierte der Reichspropagandaminister Joseph Goebbels in Lauban seinen letzten Wochenschauauftritt mit den üblichen Durchhalteparolen. Im April 1945 fanden die letzten Kampfhandlungen in der Nähe von Bautzen und Kamenz statt. Sie standen im Zusammenhang mit Aktionen der Roten Armee, die einerseits auf die Einnahme Berlins, andererseits auf die Besetzung Dresdens und den Vorstoß nach Böhmen abzielten. Hoyerswerda wurde durch einen Irrtum, es handele sich um das Alu-Werk Lauta, durch die britische Luftwaffe bombardiert. Während es in Bautzen noch zu kriegsbedingten Zerstörungen kam, konnten diese in Kamenz verhindert werden, denn einige Bürger setzten sich über die Befehle der Nazibehörden hinweg und übergaben die Stadt ohne Widerstand an die Sowjets. Anders als viele Deutsche empfanden zahlreiche Sorben die Ankunft der Roten Armee als Befreiung von nationalsozialistisch-ethnischer Diskriminierung und forcierter Assimilation.

### Neueste Geschichte seit dem Zweiten Weltkrieg

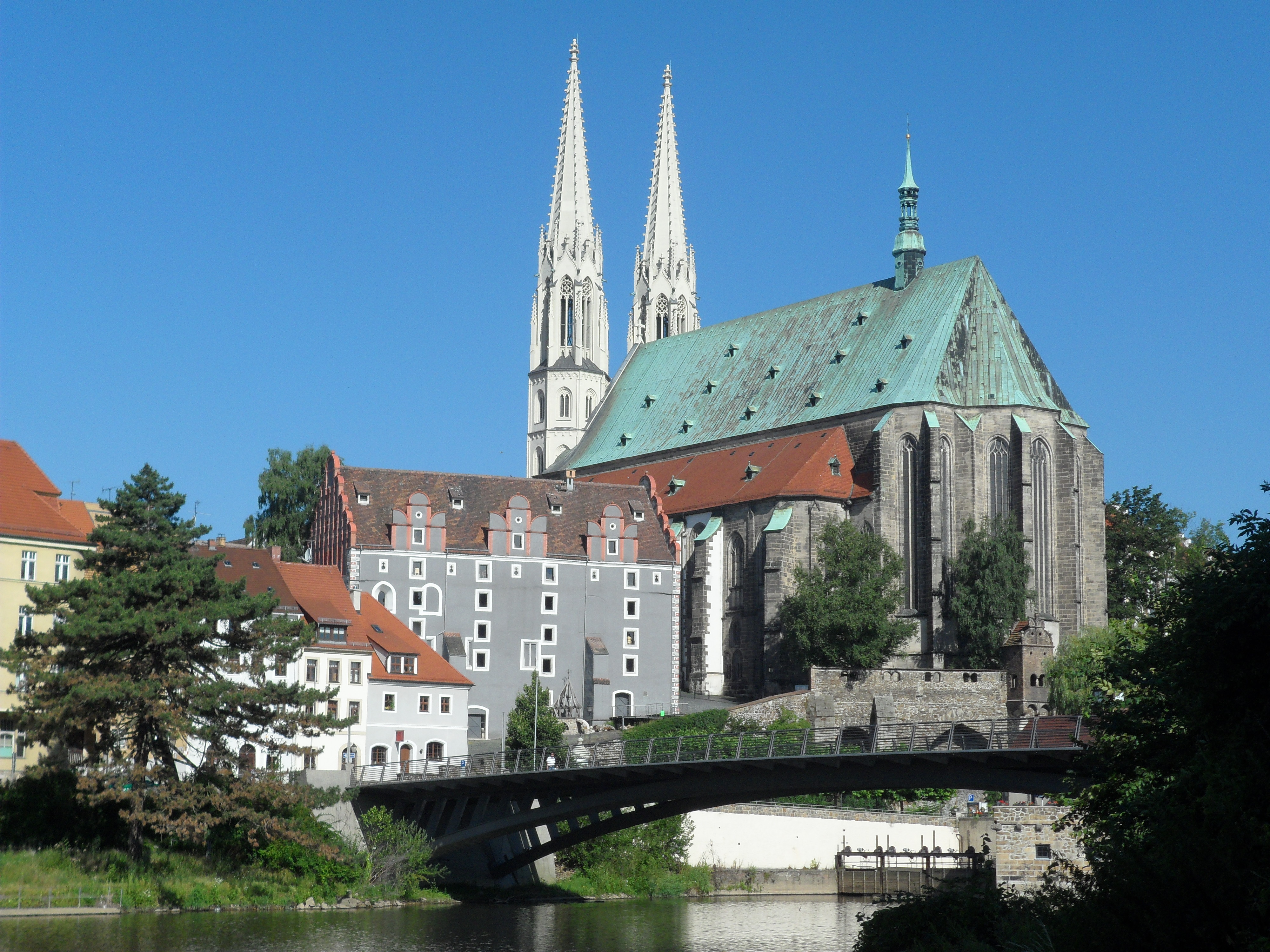
Die Neiße bildet seit 1945 die deutsch-polnische Grenze. Blick von Polen auf das heute zweigeteilte Görlitz (polnischer Teil: Zgorzelec)

Nach dem Zweiten Weltkrieg kam der östlich der Neiße gelegene Teil der Oberlausitz unter polnische Verwaltung. Die deutsche Bevölkerung wurde – soweit sie nicht schon in den letzten Kriegswochen geflohen war – bis zum Ende des Sommers 1945 vertrieben. Bald darauf wurden Polen (vor allem Menschen, die aus den an die Sowjetunion gefallenen Gebieten vertrieben worden waren) angesiedelt. Im Ostteil der nunmehr geteilten Stadt Görlitz wurden in den ersten Nachkriegsjahren auch tausende Flüchtlinge aus dem griechischen Bürgerkrieg untergebracht. In den ersten Nachkriegskonferenzen vertrat die UdSSR die Forderung, die Oberlausitz der Tschechoslowakei zuzuschlagen, gab diese Position aber bald auf.
Der sorbische Dachverband Domowina gehörte zu den ersten demokratischen Vereinigungen, die von den sowjetischen Besatzungsbehörden wieder zugelassen wurden; der von ihr betriebene Aufbau des Hauses der Sorben erhielt nach anfänglichen Problemen staatliche Unterstützung. Die Oberlausitz westlich der Neiße wurde von der sowjetischen Besatzungsmacht dem Land Sachsen zugeteilt. Als die DDR-Regierung 1952 die Länder auflöste, wurde der größte Teil des Landes dem Bezirk Dresden zugewiesen. Die Kreise Hoyerswerda und Weißwasser im Norden (mit mehreren Braunkohlegruben) wurden dem „Energiebezirk“ Cottbus zugeschlagen.
Obwohl der deutsche Teil der Oberlausitz seit 1990 größtenteils zu Sachsen gehört, hat die vor knapp 200 Jahren erfolgte Teilung des Landes tiefe Spuren hinterlassen. Besonders im Osten des Landes gibt es heute Streitigkeiten um die historische Identität. Eine Fraktion (verstärkt durch die 1945 ins Land gekommenen Vertriebenen und deren Nachfahren) betont das Erbe aus der preußisch-schlesischen Zeit. Diese Bestrebungen werden auch von lokalen Heimat- und Musikvereinen sowie Vertriebenen-Organisationen getragen. Die Region wird wegen der 130-jährigen Zugehörigkeit zur preußischen Provinz Schlesien gelegentlich auch als Schlesische Lausitz oder niederschlesische Oberlausitz bezeichnet.
Die andere Seite verweist eher auf die jahrhundertelange Einheit der Oberlausitz vor dem Wiener Kongress und sieht in der Teilung von 1815 einen preußischen Willkürakt, da die neue sächsisch-schlesische Grenze eine historisch gewachsene Einheit durchschneide. Durch die jahrhundertelange Bindung der Oberlausitz an die Krone Böhmen vor der sächsischen Zeit gab es allerdings mit Schlesien viele historische und kulturelle Gemeinsamkeiten, weshalb die Herausbildung einer schlesischen Identität zwischen 1815 und 1945 ohne Schwierigkeiten erfolgen konnte.
Einen weiteren Anhaltspunkt für dieses ambivalente Verhältnis zu Sachsen und Brandenburg bot 2003 die Entscheidung der Evangelischen Kirche der schlesischen Oberlausitz zur Fusion mit der Evangelischen Kirche in Berlin-Brandenburg und nicht mit der Evangelisch-Lutherischen Landeskirche Sachsens. Hauptgrund war wohl, dass die EKBB und die EKsOl aus der gemeinsamen preußischen Geschichte heraus beides unierte Kirchen waren, die sowohl lutherische als auch reformierte Wurzeln haben.
Als ab 1990 die sächsische Verfassung ausgearbeitet wurde und die Neugliederung der Kommunalverwaltung erfolgte, konnte sich die schlesische Fraktion durchsetzen. Deshalb erwähnt die Präambel der sächsischen Verfassung die niederschlesischen Gebiete ausdrücklich als einen Landesteil mit besonderen historischen Traditionen und der 1994 an der Neiße neu gebildete Landkreis bekam den Namen Niederschlesischer Oberlausitzkreis. Ein eigenständiger Regierungsbezirk „Niederschlesien“ bzw. „Oberlausitz“ mit Sitz in Görlitz, wie von einigen gefordert, wurde jedoch nicht gebildet. Mit der Kreisreform 2008 verschwanden sowohl die Bezeichnung Niederschlesien als auch die Bezeichnung Oberlausitz aus der administrativen Einteilung Sachsens.

### Zur Geschichte
- Liste der Markgrafen der Lausitz
- Landvogt der Oberlausitz
- Schloss Ortenburg in Bautzen, Sitz der Landvögte
- Landstände
- Herrschaften der Oberlausitz
- Geschichte der Niederlausitz

## Kultur
Typisch für die Oberlausitz ist im Sprachgebrauch ein „rollendes R“, welches die Oberlausitzer Mundart prägt und vor allem in den höher liegenden Gemeinden gesprochen wird. An Häusern sind im Süden die Umgebindehäuser, eine Kombination aus Fachwerk- und Massivbauweise mit Schindeldächern typisch.
Der Schlesisch-Oberlausitzer Museumsverbund besteht seit 1999.
Forscher der Jacobs University entwickeln 2021 einen Heimatindex, auf dessen Grundlage Deutschland in 96 Raumordnungsregionen aufgeteilt wurde. Die Oberlausitz belegt hierbei Platz 1 von 96. Demnach leben die Menschen mit der höchsten Heimatverbundenheit in der sächsischen Oberlausitz.

### Sagen und Brauchtum

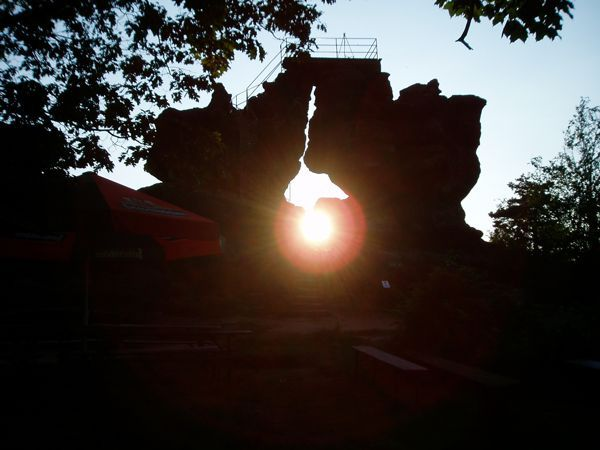
Felsentor auf dem Töpfer

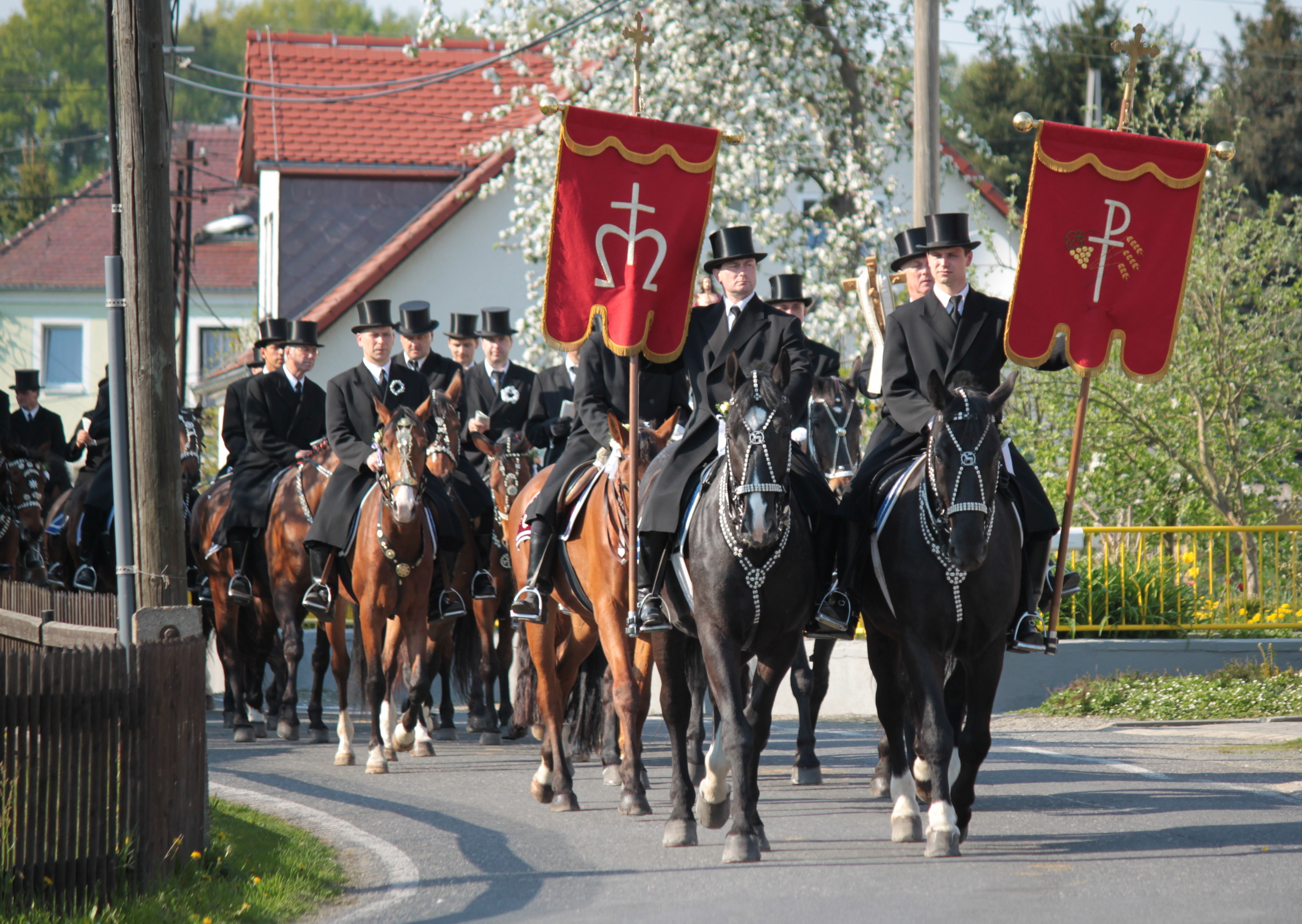
Osterreiten in Miltitz bei Kamenz

Bekannte Geschichten und Sagen sind die des „Prager Hansel“ Johannes Karasek, die Sage über Krabat oder über Pumphut.
Die Sonnenheiligtümer der Oberlausitz sind auffallende, meist legendenumwobene Felsen und Steinformationen im Oberlausitzer Bergland und angrenzenden Regionen, von denen angenommen wird, dass sie in vorgeschichtlicher Zeit für kalendarische Sonnenbeobachtungen genutzt wurden.
Entgegen der Tradition des Osterfeuers in vielen Gebieten der Niederlausitz gibt es hier das Hexenfeuer zur Walpurgisnacht. In den sorbisch-katholischen Pfarrgemeinden sowie um Ostritz verkünden die Osterreiter am Ostersonntag die Auferstehung Christi. Vor allem im Gebiet des Lausitzer Berglands wird der Brauch des Osterschießens mit Karbid und Milchkanne gepflegt.
Seit 2014 findet jährlich am 21. August der Tag der Oberlausitz oder Oberlausitztag statt. Dabei handelt es sich um einen regionalen Aktions- und Gedenktag, an dem die Bewohner und Freunde der Oberlausitz, Vereine, Einrichtungen und Betriebe aufgerufen sind, Aktivitäten und Veranstaltungen zu organisieren.

### Feste und Veranstaltungen
- Bautzener Frühling – Ende Mai
- Tag des offenen Umgebindehauses – Ende Mai
- Schiebocker Tage – Mitte Juni
- Eibauer Bierzug – Ende Juni
- Internationales Folklorefestival Lausitz – aller zwei Jahre Ende Juni bis Mitte Juli
- Schlesischer Tippelmarkt – Mitte Juli
- Jacobimarkt Neugersdorf (Gierschdurfer Schiss’n) – Ende Juli
- Cunnerschdurfer Schiss'n – Ende Juli
- Zittauer Stadtfest – Juli/August
- Tag der Oberlausitz – 21. August (Festtage in der gesamten Oberlausitz jeweils vom Wochenende vor bis zum Wochenende nach dem 21. August)[19]
- Kamenzer Forstfest – August
- Görlitzer Altstadtfest – Ende August/Anfang September
- Kammermusikfest Oberlausitz – Ende August/Anfang September
- Stadtfest Hoyerswerda – September
- Lausitzer Fischwochen – September bis November
- Neugersdorf im Feuerzauber (Ebersbach-Neugersdorf) – Anfang/Mitte November[20]
- Bautzener Wenzelsmarkt – Dezember
- historischer Ruprechtmarkt (Ebersbach-Neugersdorf) – 4. Advent

## Besondere Pflanzen

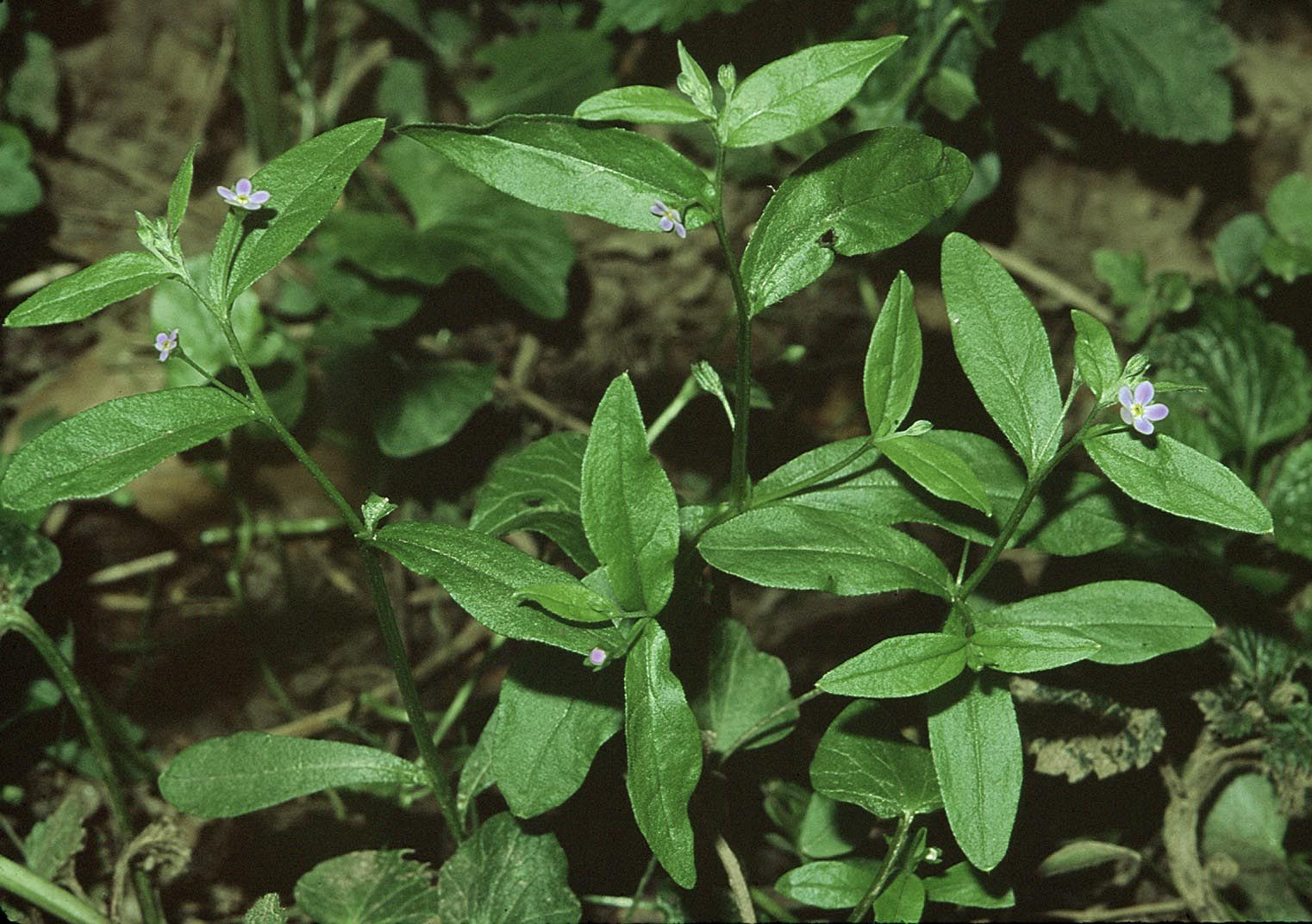
Wald-Nabelnüsschen

Die Pflanzenwelt der Oberlausitz wird durch die Naturräume Oberlausitzer Heide- und Teichgebiet im Norden, Oberlausitzer Gefilde in der Mitte sowie Lausitzer Bergland und Zittauer Gebirge im Süden geprägt.
Zu besonderen Arten der Oberlausitz gehörten um 1900 das Grauscheidige Federgras, die Violette Königskerze und der Gewöhnliche Fransenhauswurz, weiterhin Wald-Nabelnüsschen, Attich, Breitblättrige Glockenblume, der Hasenlattich sowie Hain-Greiskraut und der Behaarte Kälberkropf.

### Allgemeine Abhandlungen
- Collection derer dem statum des Marggrafthums Oberlausitz in Justiz-Polizey und anderen Sachen betreffenden Privilegien. 6 Bände und Register, Budissin 1770–1827.
- Johann Gottlieb Mischke: Das Markgrafthum Ober-Lausitz, Königlich-preussischen Antheils, in  geschichtlicher, statistischer und topographischer Hinsicht.  Görlitz 1861 (eingeschränkte Vorschau in der Google-Buchsuche).
- Gottlieb Friedrich Otto: Lexikon der seit dem funfzehenden Jahrhunderte verstorbenen und jeztlebenden Oberlausizischen Schriftsteller und Künstler. 3 Bände, Görlitz 1800–1803 (dazu: Supplementband, hrsg. von M.J.D. Schulze, Görlitz/Leipzig 1821).
- Johann Gottfried Theodor Sintenis: Die Oberlausitz, ein belehrendes und unterhaltendes Lesebuch,vorzüglich für alle Diejenigen, welche an diesem lande ganz besonderen Antheil nehmen. Zittau 1812 (Volltext in der Google-Buchsuche).
- Collectanea Lusatica. Sammlung Lausitzer Schriften und Akten. Findbuch. Bearbeitet von Tino Fröde, Olbersdorf 1997, OCLC 315120641.
- Joachim Bahlcke (Hrsg.): Geschichte der Oberlausitz. Herrschaft, Gesellschaft und Kultur vom Mittelalter bis zum Ende des 20. Jahrhunderts. 2. durchgesehene Auflage. Leipziger Universitätsverlag, Leipzig 2004, ISBN 3-935693-46-X. (eingeschränkte Vorschau in der Google-Buchsuche).
- Karlheinz Blaschke: Beiträge zur Geschichte der Oberlausitz. Oettel, Görlitz 2000, ISBN 3-932693-59-0.
- Breslauer akademischer Verein für lausitzsche Geschichte und Sprache: Die Vereinigung der Oberlausitz unter böhmischer Herrschaft im vierzehnten Jahrhundert. Breslau 1841. (Volltext in der Google-Buchsuche).
- Guido Erbrich, Rafael Ledschbor, Anja Pohontsch, Mirko Pohontsch: Wo Krabat das Zaubern lernte. Unterwegs in der sorbischen Oberlausitz. Domowina-Verlag, Bautzen 2010, ISBN 978-3-7420-2152-6.
- Frank Fiedler, Uwe Fiedler: Lebensbilder aus der Oberlausitz – 60 Biografien aus Bautzen, Bischofswerda und Umgebung. Books on Demand, Norderstedt 2017, ISBN 978-3-7448-7197-6.[22]
- Tino Fröde: Privilegien und Statuten der Oberlausitzer Sechsstädte – Ein Streifzug durch die Organisation des städtischen Lebens in Zittau, Bautzen, Görlitz, Löbau, Kamenz und Lauban in der frühen Neuzeit. Oberlausitzer Verlag, Spitzkunnersdorf 2008, ISBN 978-3-933827-88-3.
- Alfred Moschkau: Führer durch die Städte Bautzen, Bischofswerda, Camenz, Löbau, Herrnhut, Görlitz, Lauban, Zittau und deren Umgebungen. Dietze, Dresden 1872 (Digitalisat in der SLUB)
- Lutz Mohr: Geschichte-Geschicke-Gestalten. Auf historischer Spurensuche zwischen Oberlausitzer Bergland und Schluckenauer Zipfel. Oberlausitzer Verlag, Zittau 2019, ISBN 978-3-946795-22-3.
- Alfred Moschkau: Führer durch die Oberlausitz mit besonderer Berücksichtigung des Zittauer Gebirges (Oybin, Hochwald, Lausche, Isarkamm etc.) und des angrenzenden Böhmens, Verlag Louis Senf, Leipzig 1880 (Digitalisat in der SLUB)
- Frank Nürnberger (Hrsg.): Oberlausitz. Schöne Heimat. Oberlausitzer Verlag, Spitzkunnersdorf 2004, ISBN 3-933827-42-6.
- Frank Nürnberger: Bilder aus der Oberlausitz. Oberlausitzer Verlag, Spitzkunnersdorf 2009, ISBN 978-3-933827-98-2.
- Siegfried Schlegel (Hrsg.): Die Oberlausitz, ein liebenswertes Stück Deutschland – eine kleine Landeskunde. Bautzener Druck- und Verlagshaus, 2008, ISBN 978-3-930625-45-1.
- Arnold Freiherr von Vietinghoff-Riesch: Der Oberlausitzer Wald. Seine Geschichte und seine Struktur bis 1945. M. & H. Schaper. Hannover 1961. (Reprint: Oberlausitzer Verlag, Bautzen 2001, ISBN 3-933827-46-9)
- Theodor Scheltz: Gesammt-Geschichte der Ober- und Nieder-Lausitz nach alten Chroniken und Urkunden bearbeitet.
  - Band 1, Halle 1847 (eingeschränkte Vorschau in der Google-Buchsuche).
- Hermann Knothe: Geschichte des Oberlausitzer Adels und seiner Güter  vom XIII. bis gegen Ende des XVI. Jahrhunderts. Leipzig 1879 (Digitalisat in der SLUB).

### Enzyklopädische Artikel
- Lausitz, Lexikon-Eintrag, in: Meyers Großes Konversations-Lexikon. 6. Auflage, Band 12, Leipzig/Wien 1908, S. 254–257 (Zeno.org).

### ReiheWerte der deutschen Heimat
- Um Bautzen und Schirgiswalde (= Werte der deutschen Heimat. Band 12). 1. Auflage. Akademie-Verlag, Berlin 1967.
- Die südöstliche Oberlausitz mit Zittau und dem Zittauer Gebirge (= Werte der deutschen Heimat. Band 16). 1. Auflage. Akademie-Verlag, Berlin 1970.
- Zwischen Strohmberg, Czorneboh und Kottmar (= Werte unserer Heimat. Band 24). 1. Auflage. Akademie-Verlag, Berlin 1974.
- Lausitzer Bergland um Pulsnitz und Bischofswerda (= Werte unserer Heimat. Band 40). 1. Auflage. Akademie-Verlag, Berlin 1983.
- Westliche Oberlausitz zwischen Kamenz und Königswartha (= Werte unserer Heimat. Band 51). 1. Auflage. Akademie-Verlag, Berlin 1990, ISBN 3-05-000708-7.
- Görlitz und seine Umgebung (= Werte der deutschen Heimat. Band 54). 1. Auflage. Verlag Hermann Böhlaus Nachfolger, Weimar 1994, ISBN 3-7400-0932-2.
- Zwischen Löbau und Herrnhut (= Werte der deutschen Heimat. Band 56). 1. Auflage. Verlag Hermann Böhlaus Nachfolger, Weimar 1996, ISBN 3-7400-0935-7.
- Oberlausitzer Heide- und Teichlandschaft (= Werte der deutschen Heimat. Band 67). 1. Auflage. Böhlau, Köln/Weimar/Wien 2005, ISBN 978-3-412-08903-0.

### Wirtschaftsgeschichte
- Erhard Hartstock: Teichwirtschaft in der Oberlausitz: Abriß der Geschichte von den Anfängen bis 1945 Taschenbuch, Lusatia-Verlag, 2004, ISBN 978-3-936758-08-5
- Hermann Knothe: Geschichte des Tuchmacherhandwerks in der Oberlausitz bis Anfang des siebzehnten Jahrhunderts. Burdach, Dresden 1883 (Digitalisat)
- Wolfgang Koschke, Steffen Menzel: Rennherd – Hammer – Hüttenwerk. Die Geschichte des Lausitzer Eisens, Verlag Gunter Oettel, Görlitz 2009, ISBN 978-3-938583-21-0 (enthält einen Standortkatalog der Eisenhämmer und Eisenhütten sowohl im deutschen wie polnischen Teil der Oberlausitz)
- Steffen Menzel: Das Eisengewerbe der Oberlausitz vom Spätmittelalter bis zur Mitte des 19. Jahrhunderts. 2008 (Digitalisat).